# آدلاید
آدلاید (به انگلیسی: Adelaide) (‎i‎/ˈædəleɪd/‎ AD-ə-layd) شهری واقع در جنوب کشور استرالیا و مرکز ایالت استرالیای جنوبی است. طبق داده‌های آماری در ژوئن ۲۰۲۱، جمعیت این شهر برابر با ۱٬۴۰۲٬۳۹۳ نفر بوده است که از این حیث پنجمین شهر پر جمعیت در کشور استرالیا محسوب می‌شود.
این شهر محل سکونت بیش از ۷۹ درصد جمعیت ایالت استرالیای جنوبی می‌باشد که بالاترین نسبت جمعیتی به کل ایالت را در مقایسه دیگر مناطق این کشور دارد. منطقهٔ شهری آدلاید در میان دشت آدلاید که از غرب به خلیج سِنت وینسنت و از شرق به رشته‌کوه لافتی  محدود می‌شود، جای گرفته است؛ به گونه ای که منطقه ای با عرض ۲۰ کیلومتری از ساحل در غرب تا کوه‌پایه‌ها در شرق و طول ۹۰ کیلومتری از شهر گاولر در شمال تا منطقهٔ ساحلی سِلیکس در جنوب را در بر می‌گیرد.
نام آدلاید پس از کشف و بنیان نهادن یک حکومت خود مختار در آن منطقه به افتخار همسر پادشاه ویلیام چهارم، یعنی ملکه آدلاید ساکس بر روی آن گذارده شد. سرهنگ ویلیام لایت که یکی از کاشفان این منطقه بود، شهر را به گونه ای طراحی کرد که موقعیت آن نزدیک رودخانهٔ تورنز و محل زندگی بومیان باشد. طراحی لایت، دارای یک نقشهٔ شبکه ای شامل مجموعه ای از خیابان‌ها و میدان‌های بزرگ بود که توسط باغ‌هایی احاطه شده بودند. یکی از عوامل رونق و پیشرفت شهر در اوایل تأسیس، ثروت مهاجرانی بود که به این منطقهٔ تازه کشف شده می‌آمدند؛ به‌طوری که تا جنگ جهانی دوم، به سومین شهر پر جمعیت استرالیا و یکی از شهرهای بدون سابقهٔ وقوع جرم تبدیل شد. از آدلاید به عنوان یکی از اولین شهرهایی که به توسعهٔ آزادی‌های اولیهٔ مدنی و مذهبی پرداخت و ترقی خواهی سیاسی در آن وجود داشت، نام برده می‌شود. همچنین، این شهر حدوداً از نیمه‌های قرن ۱۹ام به بعد با عنوان «شهر کلیسا‌ها» نیز شناخته می‌شود که دلیل آن وجود گوناگونی مذهبی و بالا بودن سطح اعتقادات ساکنین آن است. همچنین، ساکنین شهر آدلاید را، «آدلایدیَن» می‌گویند.
این شهر در کنار اینکه مرکز سیاسی و تجاری ایالت استرالیای جنوبی است، محل بسیاری از مؤسسات دولتی و مالی نیز می‌باشد که تعداد زیادی از آنها، در بخش اصلی شهر و در خیابان‌های پادشاه ویلیام و خیابان تراس شمالی متمرکز شده‌اند. امروزه، آدلاید به خاطر جشنواره‌ها و رویدادهای ورزشی بسیارش، غذاها و نمای ساحلی اش، پدافند دفاعی و بخش تولیدی آن شناخته می‌شود. آدلاید دارای رتبهٔ بالایی در سطح کیفیت زندگی است، به گونه ای که که چندین بار از میان ۱۴۰ شهر در لیست شهرهای برتر جهان برای زندگی که توسط سازمان اطلاعات اقتصادی تنظیم و منتشر می‌شود، در بین ۱۰ شهر نخست جای گرفته است.
 همچنین، این شهر در سال‌های ۲۰۱۱، ۲۰۱۲ و ۲۰۱۳ توسط سازمان املاک استرالیا به عنوان با کیفیت‌ترین شهر در میان شهرهای استرالیا رتبه‌بندی شده است.

## تاریخ

### قبل از ورود بریتانیایی‌ها

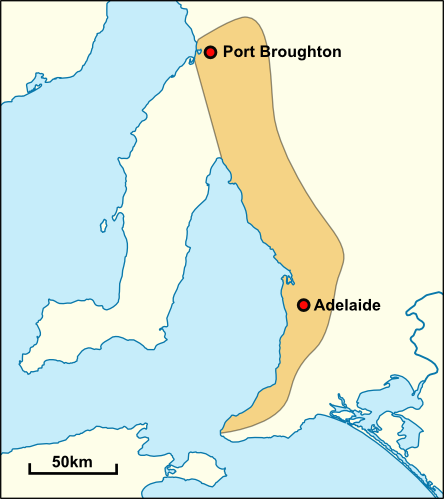
محدودهٔ تقریبی قلمرو بومیان کارنا

دربارهٔ زمان‌های قبل از ورود بریتانیا به خاک این قارهٔ جدید، اطلاعات زیادی در دست نیست، که از جمله دلایل آن، نبود ارتباط خارجی بومیان با جهان بیرون از استرالیا و همچنین عدم وجود تمدّنی متحد و یکپارچه در داخل استرالیا پیش از کشف و تحت استعمار دیگر ملل قرار گرفتن آن است. ولی قبل از ایجاد منطقهٔ خود مختار توسط بریتانیا در آن ناحیه، گروهی از بومیان استرالیایی که «کارنا» نام داشتند، در ناحیهٔ آدلاید کنونی زندگی می‌کردند. فرهنگ و زبان بومیان کارنا، تقریباً پس از گذشت چند دهه از تشکیل خودمختاری آدلاید کاملاً از میان رفت؛ اما با گرد آوری مدارک و مستنداتی توسط برخی از پژوهشگران و مبلغان، سعی بر احیای دوبارهٔ این فرهنگ در آدلاید شد.

### قرن ۱۹ام

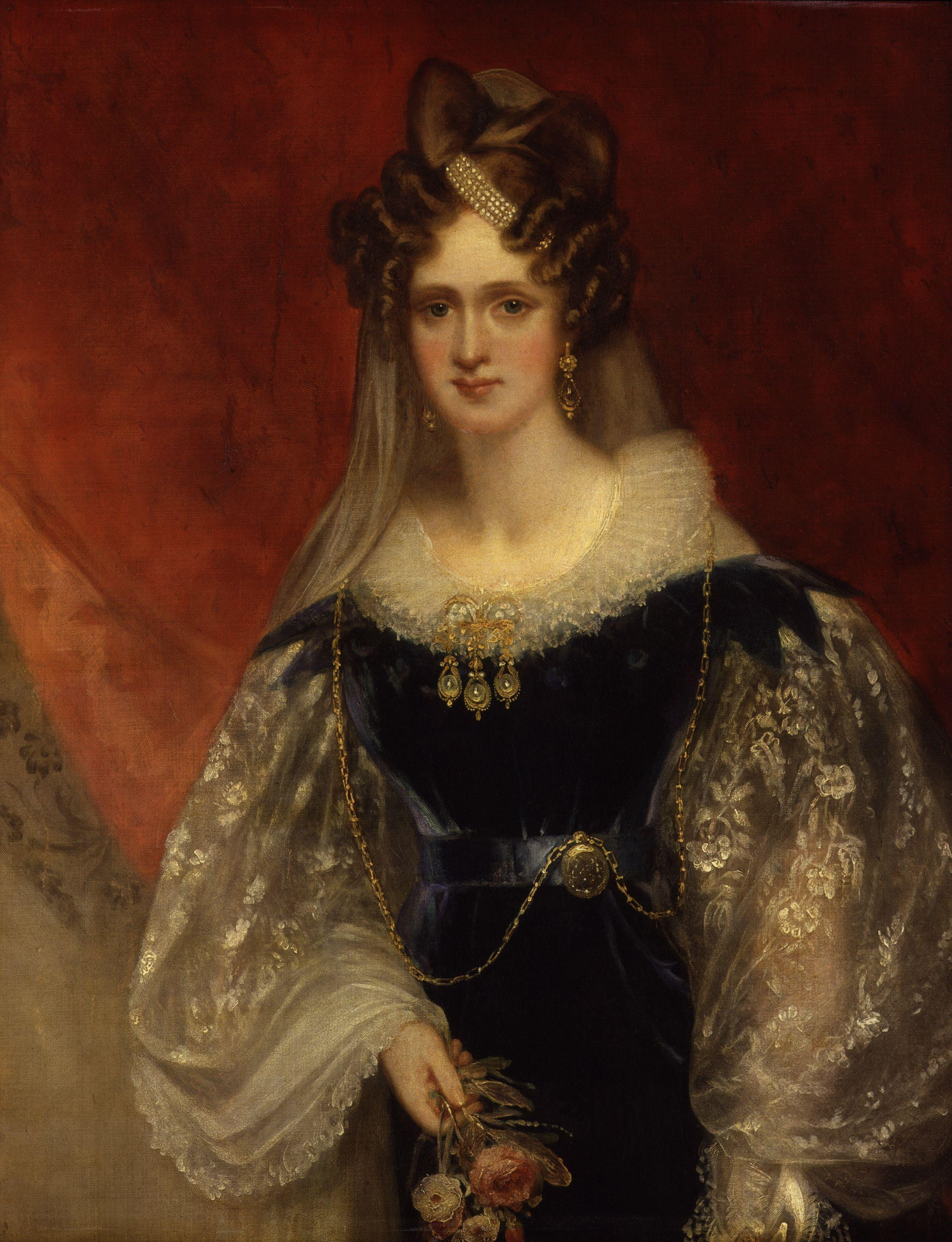
ملکه آدلاید در رخ نگاره ای که پس از نامگذاری آدلاید از او کشیده شده است.

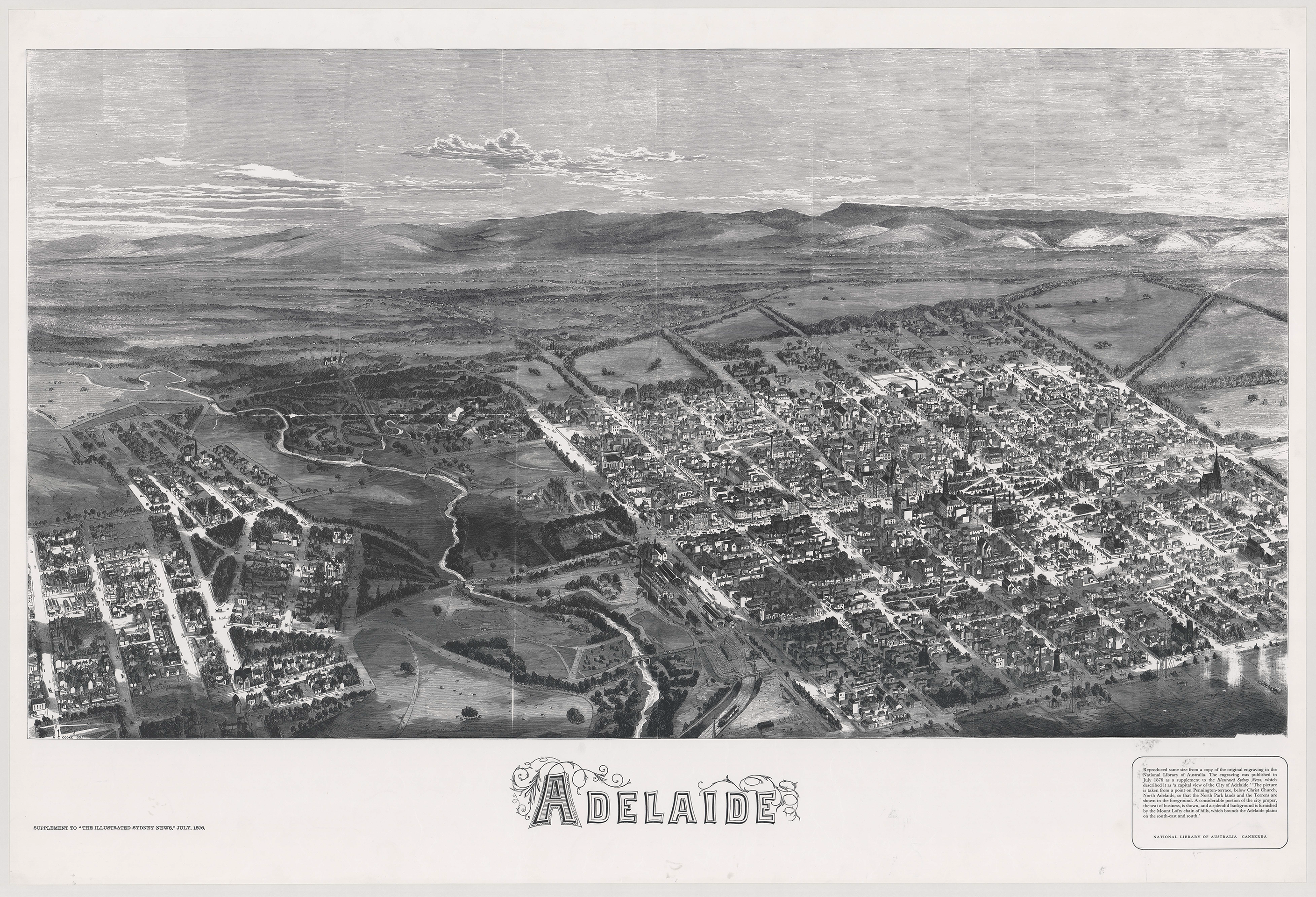
یک عکس هوایی از آدلاید که در سال ۱۸۷۶ توسط روزنامهٔ سیدنی نیوز منتشر شد که نمایی هوایی از رودخانهٔ تورنز و قسمت شمالی شهر نشان می‌دهد.

در ۲۸ دسامبر ۱۸۳۶، استرالیای جنوبی در یک گردهمایی در نزدیکی محلی به نام درخت کهنسال صمغ، رسماً یکی از مستعمرات بریتانیا اعلام شد. امروزه سالگرد این اتفاق” روز انتشار” نام دارد. پایتخت مستعمرهٔ استرالیای جنوبی توسط یکی از کاشفان اصلی این منطقه، یعنی سرهنگ ویلیام لایت که در نقشه‌برداری هم مهارت داشت، بررسی و نقشه‌برداری شد تا کار طراحی شهر توسط معماری به نام جورج کینگستون شروع شود.
آدلاید ایده ای از یک مستعمره بود که بر اساس نظرات ادوارد ویکفیلد و با تکیه بر آزادی‌های مدنی و مذهبی بنا شد. ویکفیلد زمانی که به جرم ربودن یک فرد در لندن زندانی بود

با خواندن گزارش‌هایی از مستعمرات شرقی در استرالیا متوجه شد که این مستعمرات به دلیل واگذاری اراضی به همهٔ مهاجرین، با کمبود کارگر مواجه شده‌اند. او به دولت مرکزی پیشنهاد داد که با بررسی و سپس فروش اراضی با نرخی که ارزش آن‌ها را به اندازهٔ کافی بالا نگه دارد، خرید زمین‌ها را برای کارگران و مهاجران غیرقابل دسترس کند؛ پولی هم که از این طریق به دست می‌آمد، برای مستقل شدن مهاجرانی که پس از فعالیتِ زیردست ثروتمندان، سخت کوشی خود را ثابت می‌کردند استفاده می‌شد.

بر اثر این سیاست، آدلاید به مانند سایر شهرهای استرالیا نظیر سیدنی، ملبورن، بریزبن یا هوبارت، بر محکومیت‌های مهاجرتی نمی‌افزود.

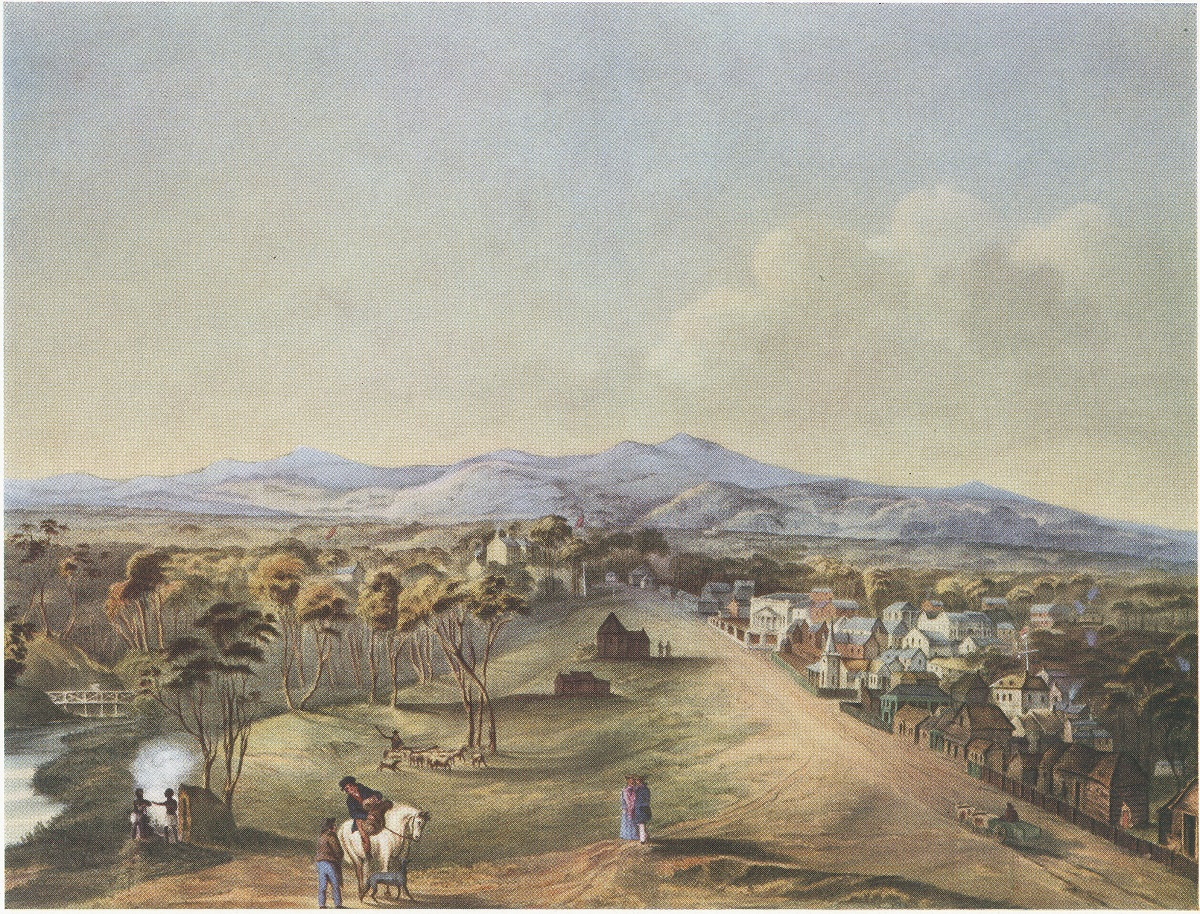
خیابان تراس شمالی در سال ۱۸۴۱

با تکیه بر این نظر که در منطقهٔ سکونت مهاجرین آزاد احتمال وقوع جرم خیلی کم خواهد بود، هیچ تدارکی برای ساخت زندان در برنامهٔ سرهنگ لایت در سال ۱۸۳۷، پیش‌بینی نشد. اما با هشدار ادارهٔ آمار استرالیای جنوبی در اواسط سال ۱۸۳۷ دربارهٔ فرار محکومین از محدودهٔ تحت اختیار دولت مرکزی، فراخوان‌ها و مناقصاتی برای ایجاد یک زندان موقت منتشر شد. به دنبال یک سرقت در مارس ۱۸۳۸ که به قتل دو نفر انجامید، فرماندار هایند مارش، نیروی پلیس جنوب استرالیا (که امروزه با نام پلیس استرالیای جنوبی نامیده می‌شود) را ایجاد کرد و هنری اینمن را که در آن زمان ۲۱ سال داشت، به ریاست آن گماشت. با مجروح شدن ساموئل اسمارت، اولین کلانتر آدلاید، در جریان یک سرقت در می ۱۸۳۸، مایکل مَگی، تبدیل به نخستین مجرمِ به دار آویخته شده در تاریخ آدلاید شد. ویلیام اشتون در سال ۱۸۳۹ به ریاست زندان موقت منصوب شد و جورج کینگستون، طراحی زندان جدید آدلاید را در سال ۱۸۴۰ به عهده گرفت که ساخت آن از یک سال بعد آغاز شد.
مناطق روستایی اطراف آدلاید که بیش از ۴۰۵ کیلومتر مربع وسعت داشتند، با همکاری فرماندار و دیگر مأموران عالی‌رتبه، برای واگذاری و فروش توسط سرهنگ لایت مورد مطالعه قرار گرفتند. اقتصاد اولیهٔ آدلاید با وارد کردن دام از مناطق ویکتوریا، نیو ساوت ولز و جزایر تاسمانی به وجود آمد و اقتصاد آدلاید را به یک اقتصاد متکّی بر تولید و فروش محصولات پشمی تبدیل کرد. مزارع گندم نیز تا سال ۱۸۶۰ از خلیج اینکانتر در جنوب تا شهر کلَر در شمال توسعه یافتند. جُرج گاولر در اواخر سال ۱۸۳۸، به عنوان دومین فرماندار آدلاید جایگزین هایند مارش شد. گاولر بر خلاف دستور مجمع تصمیم‌گیری بریتانیا دربارهٔ استرالیای جنوبی مبنی بر عدم ساخت تأسیسات عمومی، دستور داد تا سریعاً تأسیساتی چون ساختمان فرمانداری، زندان آدلاید، کلانتری‌های پلیس، بیمارستان، گمرک و اسکله ی بندر آدلاید ساخته شوند.

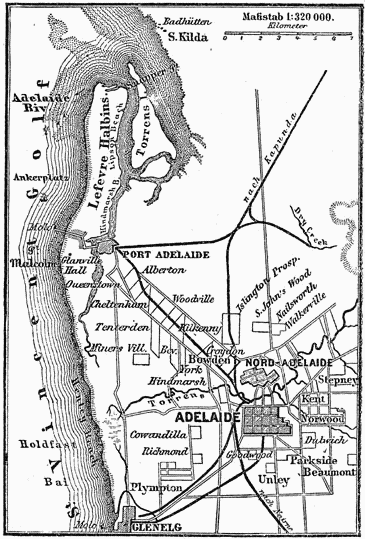
نقشه ای از آدلاید در سال ۱۸۸۸ که نشان دهندهٔ توسعه تدریجیِ طرح شهری آن است.

جُرج ادوارد در سال ۱۸۴۱ جایگزین گاولر شد و با وجود مخالفت‌های پر شمار، مالیات را که صرف هزینه‌های عمومی می‌شد، کاهش داد. اتفاقاتی مانند کشف منابع نقره در گلِن آسموند در همان سال، پیشرفت و توسعهٔ کشاورزی و گسترش معادن در دیگر بخش‌های منطقه به پیشرفت تجاری آدلاید کمک فراوانی کرد. تا زمان پایان زمامداری ادوارد در سال ۱۸۴۵، آدلاید در مقایسه با سال ۱۸۴۲ که بیش از یک سوم خانه‌های آن متروکه بودند تبدیل به صادرکنندهٔ اقلامی چون گوشت، پشم، گندم، نوشیدنی‌های الکلی و میوه شده بود.
روابط تجاری آدلاید با دیگر بخش‌های استرالیا، پس از ایجاد شبکه‌های کشتیرانی در رودخانهٔ ماری توسط فرانسیس کدل در سال ۱۸۵۸ شروع شد. در همین سال، مجلس بریتانیا با تصویب یک قانون اساسی جدید، به مستعمرهٔ جنوب استرالیا خود مختاری اعطا کرد. بدین ترتیب، با برگزاری انتخاباتی در ۹ مارس ۱۸۵۹ و با رأی نزدیک به ۱۱۰ هزار ساکن منطقه، «پارلمان دو مجلسی» به عنوان سیستم قانون‌گذاری رسمی انتخاب شد.
در سال ۱۸۶۰، مخزن آبی تورندون پارک افتتاح شد تا آب مورد نیاز آدلاید به جای انتقال مستقیم از رود خانهٔ تورنز، از این مخزن تأمین شود. پس از آن، روشنایی گازی خیابان‌ها در ۱۸۶۷ به اجرا درآمد، دانشگاه آدلاید در ۱۸۷۴ تأسیس شد، گالری هنری جنوب استرالیا در ۱۸۸۱ افتتاح شد و سدِ درهٔ خوشبختی در ۱۸۹۶ به اتمام رسید. با همهٔ این اتفاقات خوب و سودمند، دههٔ ۱۸۹۰ میلادی سال‌های خوبی برای استرالیا نبود؛ زیرا با وقوع یک رکود شدید اقتصادی در این دهه، باعث پایان دورهٔ حیرت‌انگیز پیشرفت و توسعهٔ فیزیکی و اقتصادی آدلاید شد. به‌طوری که مؤسسات مالی و بانک‌ها در ملبورن و سیدنی بسته شدند و نرخ باروری و مهاجرت کاهش یافتند. علاوه بر آن، صادرات به نزدیک نصف اندازهٔ سال‌های قبل رسید و وقوع خشکسالی و برداشت کمتر محصولات زراعی به نسبت سال‌های دیگر در ۱۸۸۴، به شدت این بحران افزود تا بعضی از ساکنین را وادار به مهاجرت به سمت غربی استرالیا کند.
آدلاید، علی‌رغم این همه اتفاق ناگوار، به دلیل کشف چند معدن نقره و سرب در منطقهٔ بروکن هیل، کمتر از دیگر شهرهای طلا خیزی چون سیدنی و ملبورن تحت تأثیر این بحران اقتصادی شدید قرار گرفت. با وجود اینکه تنها یک سال کسری بودجه ثبت شد، ولی باز هم درآمدهای عمومی کفاف هزینه‌ها را نمی‌داد و ناکافی بود.

### قرن ۲۰ام

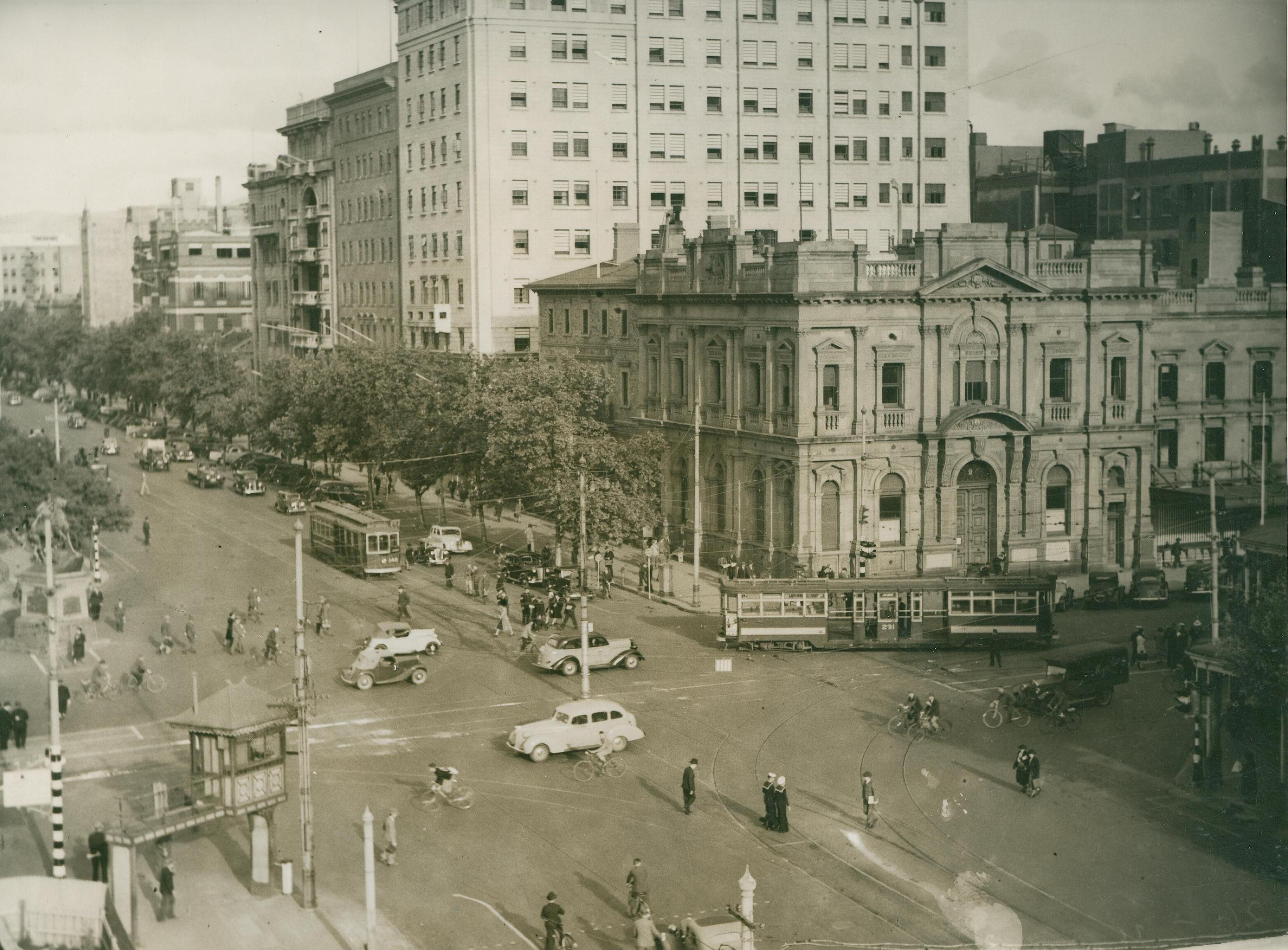
خیابان تراس شمالی در سال ۱۹۳۸

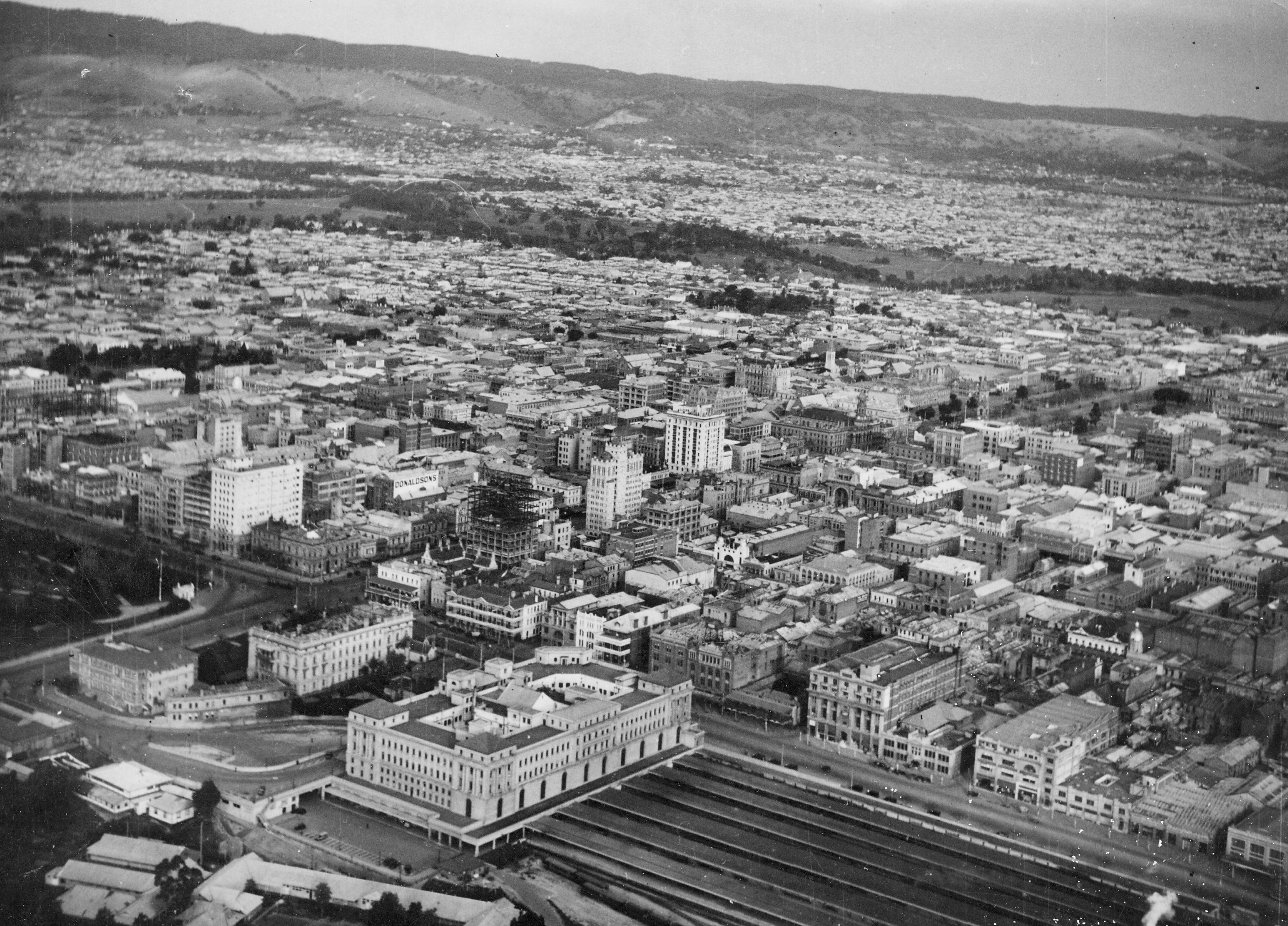
منظرهٔ هوایی از آدلاید در سال ۱۹۳۵

چراغ‌های گازی خیابان‌های آدلاید در سال ۱۹۰۰، به چراغهای الکتریکی ارتقاء یافتند و در سال ۱۹۰۹، شبکهٔ تراموا‌هایی که با نیروی الکتریکی حرکت می‌کردند، ایجاد شدند. تاریخ‌نویسی به نام اِف. دبلیو. کراولی، با بررسی نوشته‌های بازدید کنندگان از آدلاید در اواسط قرن بیستم میلادی نوشته است: «بسیاری از گردشگرانی که از آدلاید بازدید می‌کنند، از برنامه‌ریزی و آینده نگری بنیانگذاران و همچنین ثروت بی اندازهٔ آن متعجب می‌شوند و آنها را تحسین می‌کنند». با پایان جنگ جهانی اول، آدلاید وارد مرحلهٔ جدیدی از تحولات و رونق اقتصادی شد. به تبع این دگرگونی‌های اقتصادی، جمعیت شهر رو به افزایش گزارد و به سومین منطقهٔ پرجمعیت شهری پس از سیدنی و ملبورن تبدیل گشت. اما با بازگشت خشکسالی‌ها و وقوع رکود بزرگ دهه ۱۹۳۰، این دوران آنچنان به درازا نکشید؛ ولی با پیش گرفتن سیاست‌های درست توسط دولت نه تنها بحران حل شد، بلکه اقتصاد بار دیگر به رونق خوبی دست یافت. در طی این بحران، صنایع ثانویه کمک زیادی در کاهش وابستگی دولت مرکزی به صنایع نخستین کردند و جنگ جهانی دوم هم منجر به تحریک صنعتکاران به فعالیت بیشتر و در نتیجه افزایش گوناگونی آن‌ها تحت سیاست‌های دولت پلی فورد شد.
موقعیت جغرافیایی کمتر آسیب پذیرِ آدلاید نیز یکی از نقاط قوت آن به عنوان مکانی امن برای تولید محصولات صنعتی بود که یکی از نتایج آن، گسترش اسکله‌های کشتی سازی در بندر وایالا بود. در واقع، دولت استرالیای جنوبی در این برههٔ زمانی به دلیل وجود همین صنایع پابرجا ماند. علاوه بر آن، خودرو سازان بین‌المللی مانند هولدن-جنرال موتورز و کرایسلر

با ایجاد کارخانه‌هایی به روز در نواحی اطراف آدلاید، باعث تبدیل صنایع غالب از کشاورزی به صنایع جدید شدند. احداث خط لوله ی انتقال آب مانام-آدلاید باعث رسیدن آب این رود به آدلاید در سال ۱۹۵۵ شد. در همین سال، فرودگاه آدلاید نیز در منطقهٔ ساحل غربی افتتاح شد. دانشگاه و مرکز پزشکی فلیندرز در دههٔ ۱۹۶۰ میلادی در بخش جنوبی شهر تأسیس شد که امروزه به عنوان یکی از مراکز آموزش پزشکی دراسترالیا محسوب می‌شود.
در دهه ۱۹۷۰، دولت دونالد دانستن اصلاحات گستردهٔ فرهنگی ای با عنوان «اقدامات احیای فرهنگی» انجام داد که حاصل آن، تبدیل شدن آدلاید به یکی از مراکز هنری استرالیا و برگزاری «جشنوارهٔ هنر آدلاید» به مدت دو سال در سال‌های ۱۹۶۰ و ۱۹۶۱ میلادی بود. این شهر از سال ۱۹۸۵، میزبان
سابق بود که تا سال ۱۹۹۶ ادامه یافت. این مسابقات در خیابان‌های باغشهر شرقی برگزار می‌شد که بعداً به ملبورن منتقل شد. بانک ایالتی استرالیای جنوبی طی یک بحران اقتصادی در سال ۱۹۹۱ ورشکست شد که اثرات این اتفاق تا سال ۲۰۰۴ ادامه یافت. بلندترین ساختمان آدلاید نیز برج وِست پک هاوس می‌باشد که در سال ۱۹۸۸ ساخته شده است که نام قبلی آن، برج بانک ایالتی استرالیای جنوبی بود.

### قرن ۲۱ام
در سال‌های اولیه قرن بیست و یکم، افزایش قابل ملاحظه ای در هزینه‌های عمومی دولت برای زیرساخت‌های آدلاید صورت گرفت. در زمان فرمانداری مایکل رن، مبالغ ۵۳۵ میلیون دلار از سوی دولت بابت بازسازی و ارتقاء ورزشگاه بیضی برای میزبانی بازی‌های لیگ فوتبال استرالیا و ۲ میلیون دلار برای بنای ساختمان جدید بیمارستان سلطنتی آدلاید در نزدیکی ایستگاه راه‌آهن صرف شد. تراموای گلِنِلگ نیز از طریق شهر به منطقهٔ هایندمارش و راه‌آهن نیز به شهر سیفورد گسترش یافت. آدلاید، پس از طی کردن رکود اقتصادی در دهه‌های ۱۹۹۰ و ۲۰۰۰ میلادی، چند طرح توسعه و بازسازی عمده را آغاز نمود. یکی از این طرح‌ها، مرکز همایش‌های آدلاید بود که با صرف هزینه ای بالغ بر ۳۵۰ میلیون دلار، در سال ۲۰۱۲، مورد بازسازی و گسترش قرار گرفت. ساختمان تورِنز در میدان ویکتوریا که به عنوان محوطهٔ دانشگاه تورنز کارکرد دارد، ساختمان بورس که از آن، به عنوان بورس علمی دانشگاه سلطنتی اسرالیا یاد می‌شود و ساختمان پیشین بیمارستان روانپزشکی گلنساید که امروزه به عنوان یکی از استودیوهای فیلم‌سازی آدلاید شناخته می‌شود، سه مورد دیگر از پروژه‌هایی بودند که مورد توسعه قرار گرفتند. همچنین، دولت برای ایمنی بیشتر شهر در مقابل خشکسالی و کمبود منابع آب شرب، بیش از ۲ میلیارد دلار برای ساخت آب شیرین کن سرمایه‌گذاری کرد. همه ساله، رویدادهایی چون جشنوارهٔ هنر آدلاید، جشنوارهٔ فرینج و جشنوارهٔ ووم آدلاید در این شهر برگزار می‌شوند.

عکسی منطقهٔ تجاری آدلاید در شب که بخش شرقی خیابان وِی موث در سمت چپ و برج ساعت ساختمان شهرداری آدلاید در سمت راست آن دیده می‌شود.

## ویژگی‌های جغرافیایی

نقشهٔ منطقهٔ شهری آدلاید

### موقعیت
آدلاید در جنوب استرالیا و قسمت شمالی شبه‌جزیرهٔ فلوریو قرار دارد. این شهر در میان دشت آدلاید که از غرب به خلیج سِنت وینسنت و از غرب به رشته کوه لوفتی محدود می‌شود، جای گرفته است؛ به گونه ای که منطقه ای با عرض ۲۰ کیلومتری از ساحل در غرب تا کوه پایه‌ها در شرق و طول ۹۰ کیلومتری از شهر گاولر در شمال تا منطقهٔ ساحلی سِلیکس در جنوب را در بر می‌گیرد. منطقهٔ شهری آدلاید مطابق با داده‌های برنامهٔ توسعه ای دولت استرالیا، دارای مساحتی بالغ بر ۸۷۰ کیلومتر مربع است. همچنین اطلاعات منتشره از ادارهٔ آمار استرالیا دربارهٔ آدلاید بزرگ، عددی وسیع تر، یعنی ۳۲۵۷٫۷ کیلومتر مربعی را نشان می‌دهد. آدلاید در ارتفاع متوسط ۵۰ متری از سطح دریا قرار دارد و مرتفع‌ترین نقطهٔ شهر نیز با ارتفاع ۷۲۷ متری در منطقهٔ آدلاید هیلز واقع شده است.

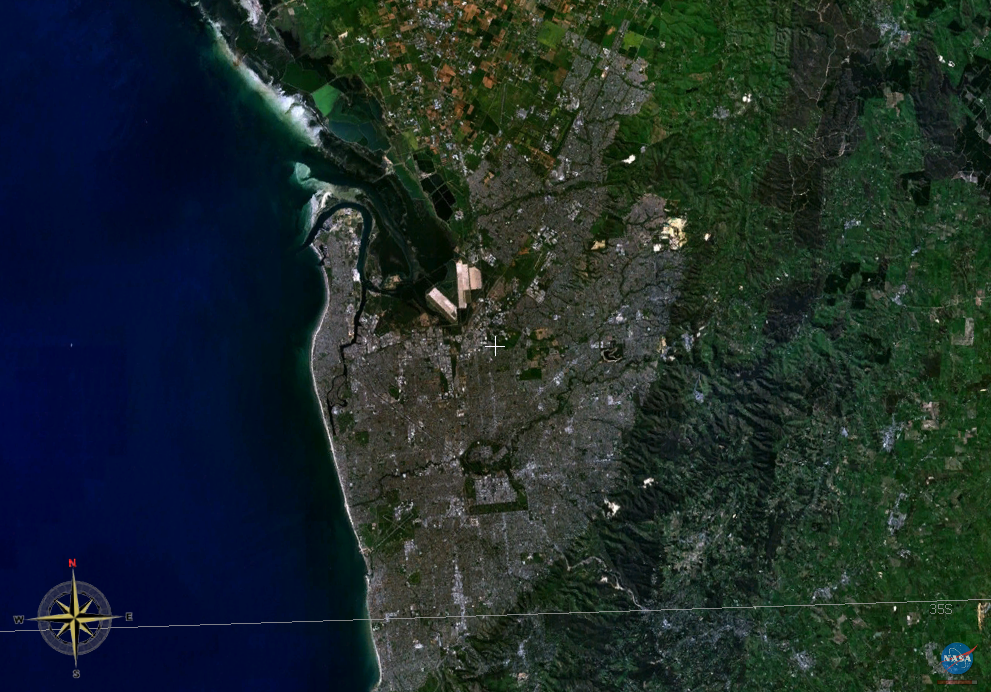
تصویر ماهواره ای منطقهٔ شهری آدلاید که ناحهٔ آدلاید هیلز به رنگ سبز دیده می‌شوند.

بیشتر ناحیهٔ آدلاید کنونی، قبل از ورود و سکونت بریتانیایی‌ها، عموماً از بوته زار‌ها، باتلاق‌ها و مرداب‌ها پوشیده شده بود. در بخشی از سواحل نیز، تپه‌های شنی وجود داشتند که با جمع‌آوری آن‌ها برای استفاده در ساخت و ساز، صدمات زیادی به خط ساحلی وارد شد. ولی دولت با طرح برنامه‌هایی، به بازسازی و ایجاد دوبارهٔ این تپه‌های ماسه ای در بعضی از نقاط ساحلی شهر پرداخت. بسیاری از گونه‌های گیاهی که مختص منطقهٔ آدلاید بوده‌اند، با فعالیت‌های انسانی پس از قرن ۱۹ام از بین رفتند. امروزه، برخی از گونه‌هایی که دوباره یافت شده‌اند، در «منطقهٔ حفاظت‌شده ی کلِلند» و «پارک ملی بِلِیر» نگهداری می‌شوند. چند رودخانه و نهر نیز در این منطقه جریان دارند که دو رودخانهٔ «تورنز» و «آنکاپرینگا»، بزرگترین آن‌ها محسوب می‌شوند. همچنین، در حدود ۵۰ درصد منابع آب آشامیدنی مورد نیاز آدلاید، از طریق آب‌بند «هپی وَلِی» و سد «مانت بولد» تأمین می‌شود.
آدلاید و منطقه اطراف آن، یکی از زلزله خیزترین مناطق استرالیا به‌شمار می‌روند. زلزلهٔ سال ۱۹۵۴ که با بزرگی ۵٫۴ ریشتر در فاصلهٔ ۱۲ کیلومتری مرکز شهر و در منطقهٔ دارلینگتون به وقوع پیوست، بزرگترین زمین لرزه ای بود که شهر تجربه کرده است. به علاوه، چند زمین لرزهٔ کوچک‌تر نیز در سال‌های ۲۰۱۰، ۲۰۱۱، ۲۰۱۴ و ۲۰۱۷ در آدلاید اتفاق افتاد.

### طرح شهری
طراحی شهری آدلاید، یک طراحی برنامه‌ریزی شده، با پیش‌بینی‌هایی برای آینده بود که توسط یکی از اولین کاشفان و نقشه برداران جنوب استرالیا، سرهنگ ویلیام لایت طرح‌ریزی شد. طراحی لایت، امروزه با نام برنامهٔ لایت شناخته می‌شود که از معابری توری شکل با پنج میدان اصلی در مرکز شهر و باغشهرهای آدلاید که آن را احاطه کرده‌اند، تشکیل می‌شد. انتخاب این محل برای ساخت آدلاید، در ابتدا مورد مخالفت مهاجرین اولیه و همچنین هایند مارش، نخستین فرماندار مستعمره قرار گرفت. این اختلاف نظر، از دور بودن محل مورد نظر لایت از بندرگاه و همچنین نبود منابع آب شیرین برای شرب نشأت می‌گرفت، ولی با پافشاری لایت بر روی انتخاب خود، توانست در مقابل اولین مخالفت‌ها مقاومت کند.
طراحی لایت دارای مزایای متعدد، از جمله، داشتن خیابان‌های عریض و با ظرفیت حمل و نقل بسیار بالا و همچنین کمربند سبز قابل توسعه در اطراف مرکز شهر، بود. در این برنامه، دو خیابان کمربندی نیز وجود داشت که کمربندی درونی (خیابان A21) در دور خارجی باغشهرهای آدلاید و کمربندی بیرونی (خیابان‌های A3/A13/A16/A17) نیز در شعاع ۱ تا ۲٫۵ کیلومتر آن، مرکز شهر را به‌طور کامل احاطه می‌کنند.

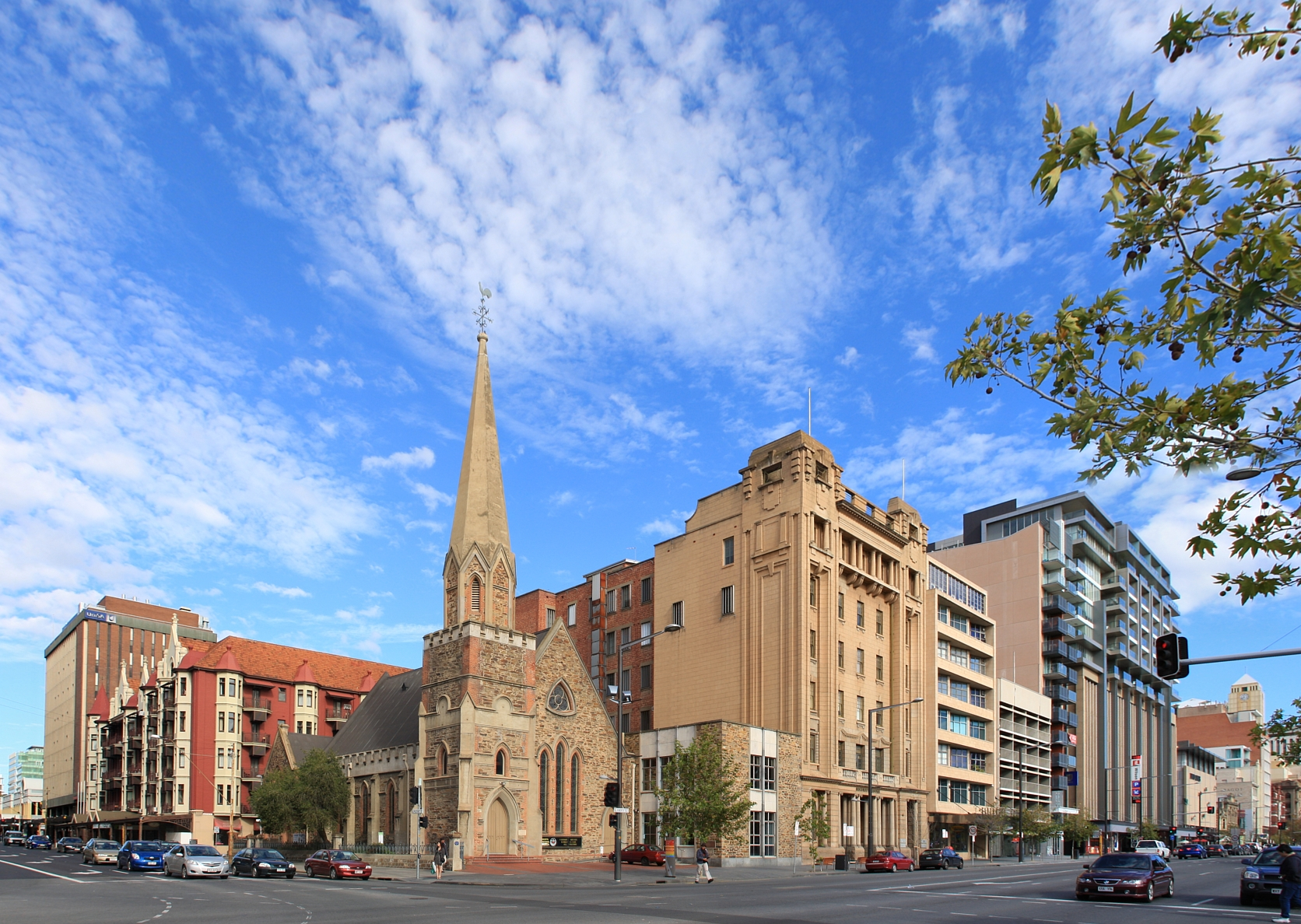
تقاطع خیابان‌های تراس شمالی (راست) و پولتنی (چپ) و نمای جنوب غربی تالار بونیثون.

گسترش حومهٔ شهر ولی، فراتر از آن بوده است که در طرح لایت پیش‌بینی شده بود؛ به‌طوری که امروزه، روستاها و شهرستان‌های متعددی که قبلاً در خارج شهر قرار داشتند، از جمله شهر الیزابت که در بخش شمالی قرار داشت، به حومه شهر پیوسته و به جزئی از آن تبدیل شده است. پیشرفت و توسعهٔ بخش آدلاید هیلز نیز منجر به ساخت آزادراه جنوب شرقی شد تا نیازهای حمل و نقلی این منطقه را رفع کند که خود باعث گسترش بیشتر شهر و در نتیجه اجبار به بهبود خود بزرگ‌راه شد. این توسعهٔ شهری به همین محدود نشد و گسترده‌تر شدن مناطق جنوبی آدلاید نیز باعث ایجاد بزرگراه جنوب غربی شد.

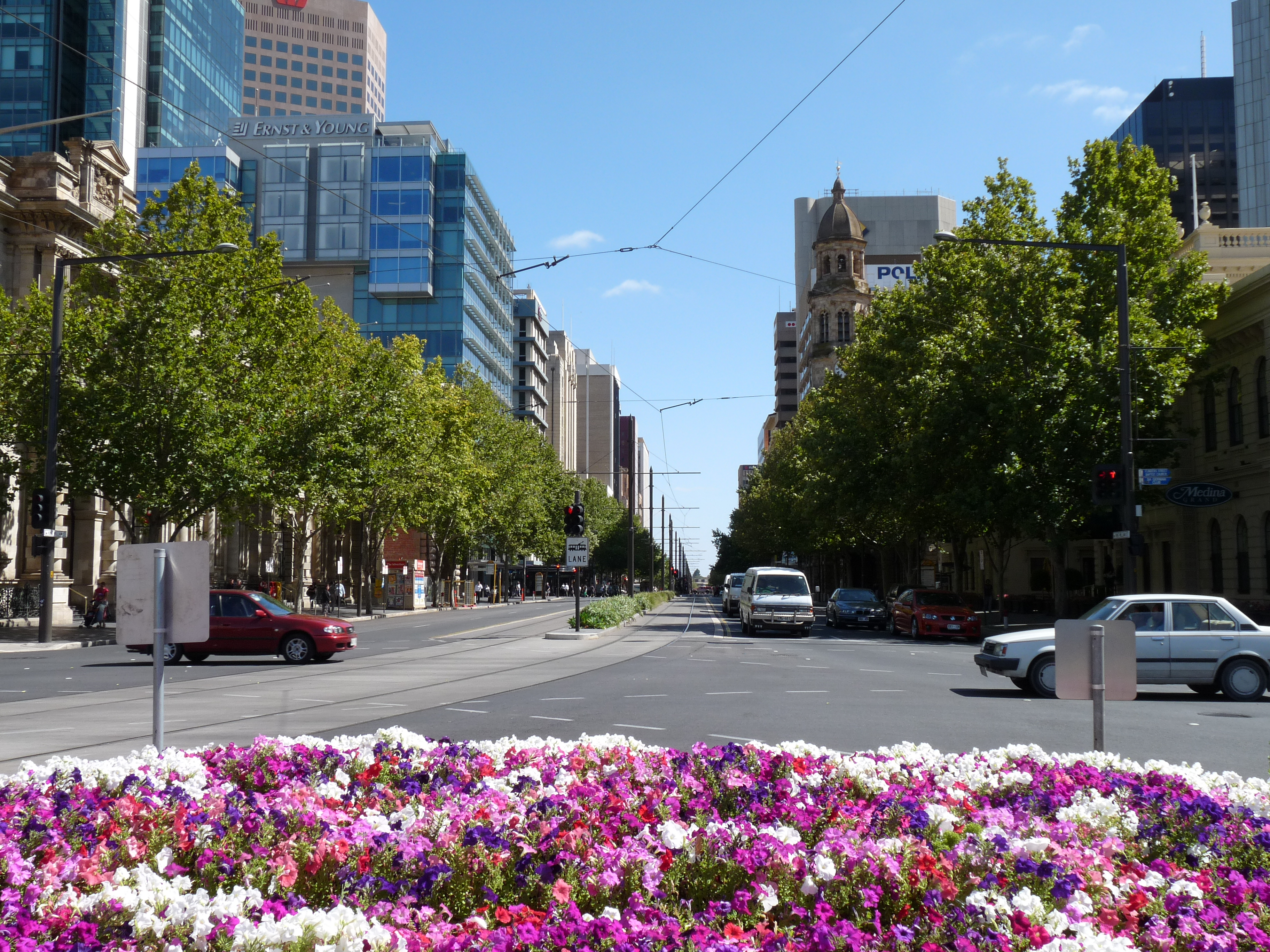
خیابان پادشاه ویلیام از نمای میدان ویکتوریا که یکی از عریض‌ترین خیابان‌های آدلاید محسوب می‌شود.

ایجاد این دو بزرگراه، تنها طرح‌هایی نبودند که در جهت برطرف کردن نیازهای ناشی از گسترش شهر ایجاد شدند؛ خط اتوبوس «اُ-بَن»، یکی دیگر از راهکارهای منحصر به فرد در اتصال شبکهٔ حمل و نقل آدلاید به منطقهٔ «تی تری گالِی» (جوی درخت چای) در دهه ۱۹۸۰ میلادی بود. توسعهٔ منطقهٔ «گُلدن گراو» در حومهٔ شمالی شهر، نمونهٔ خوبی برای برنامه‌ریزی صحیح شهری است.
برنامهٔ گسترش سامانهٔ حمل و نقلی آدلاید، در جهت پیش برد اهداف توسعهٔ منطقهٔ شهری آن، در دههٔ ۱۹۶۰ مطرح شد. این طرح شامل برنامه‌هایی برای احداث بزرگ‌راه‌ها، آزادراه‌ها و ارتقاء برخی جنبه‌های خاص شبکهٔ حمل و نقل عمومی بود که توسط ریموند استیل هال، تخست وزیر وقت استرالیای جنوبی پذیرفته شد تا دولت ایالتی شروع به خریداری زمین‌های مورد نیاز کند. ولی با روی کار آمدن دولت بعدی، اجرای این طرح‌ها از دستور کار دولت خارج شد، اما زمین‌های مد نظر خریداری شدند تا طرح‌ها در آینده اجرایی شوند؛ ولی با به فروش گذاشتن املاک خریداری شده پس از انتخاب دیوید تانکین به ریاست ایالت، اجرا نشده باقی ماندند. با اینکه برخی بخش‌های طرح، مانند آزاد راه جنوبی یا خط اتوبوس «اُ- بَن» عملی شدند، ولی با تقسیم زمین‌های دیگر به قطعات مسکونی، امکان تکمیل آن کاملاً از بین رفت.
دولت استرالیای جنوبی پس از گذشت حدود ۲۰ سال و در سال ۲۰۰۸، طرح‌هایی از برنامه جدید توسعهٔ سامانهٔ حمل و نقل در شهر آدلاید را منتشر کرد. خرید بیش از ۱۰ هکتار زمین با هزینهٔ ۵۲٫۵ میلیون دلاری در مناطق صنعتی باودِن، که یکی از بخش‌های این برنامه بود؛ خبر از شروع دوبارهٔ این گسترش‌ها می‌داد.

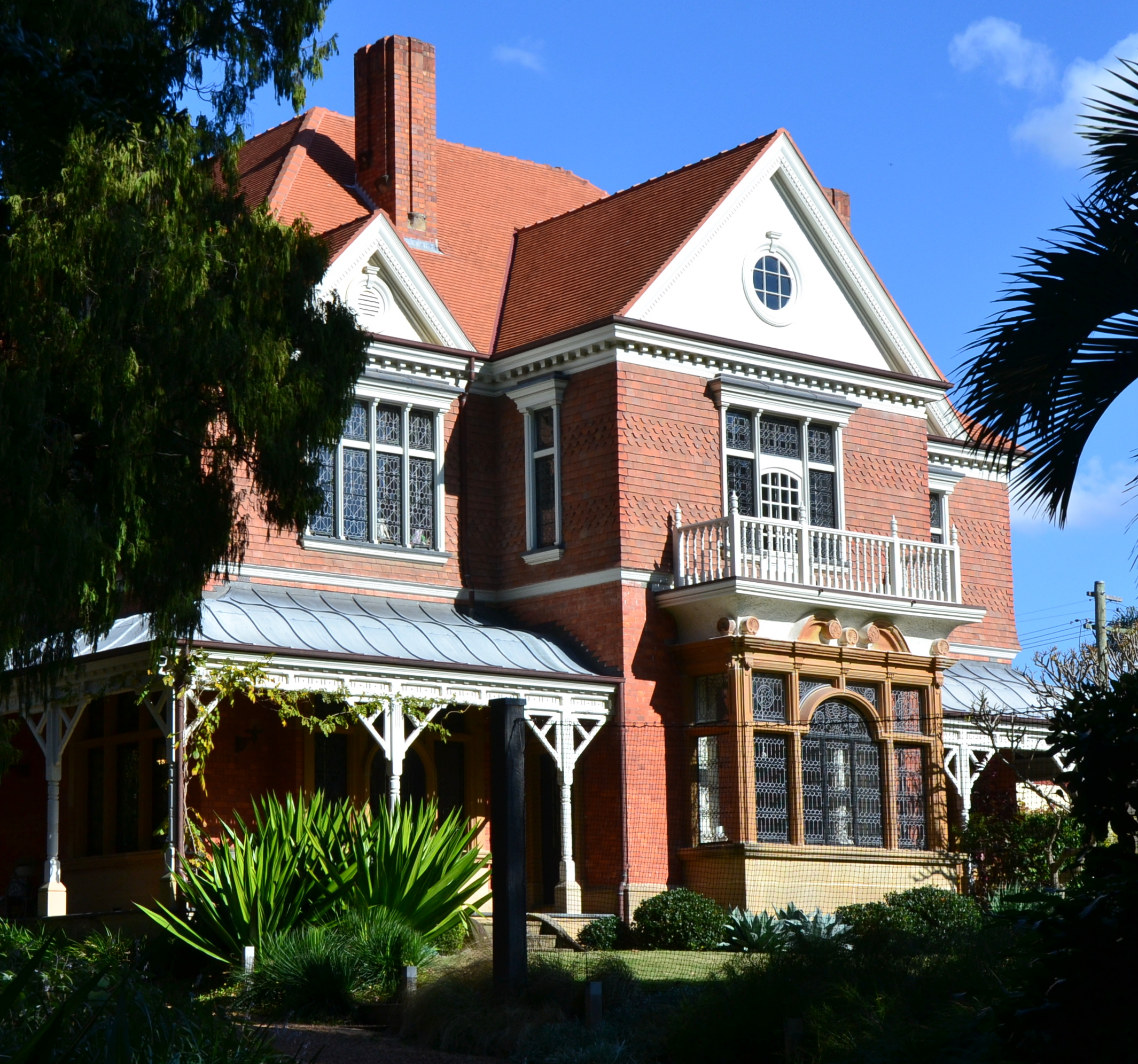
خانه ای در ایالت ولز جنوبی نو که دارای مشخصه‌های اصلی معماری شهری در استرالیا است.

#### معماری مسکونی
عموم مناطق مسکونی حومهٔ آدلاید، بر مبنای طرح خانه‌های یک طبقه با قطعاتی ۱۰۰۰ متر مربعی ساخته شده‌اند. نبود چوب محلی مناسب برای استفاده در مقاصد ساختمانی، منجر به استفاده از آجرها و سنگها در خانه‌های مسکونی و دیگر سازه‌ها شد. به‌طوری که در سال ۱۸۹۱، بنای ۶۸٪ ساختمان‌ها و خانه‌ها از جنس سنگ، ۱۵٪ از جنس چوب و ۱۰٪ از جنس آجر تشکیل می‌شد. آجرها، علاوه بر ساخت دیوار‌ها، در کُنج دیوارها، کناره‌های درب‌ها و پنجره‌ها، دودکش‌ها و شومینه‌ها، با انواع گوناگون و متنوعی به کار می‌رفتند. در زمان‌های مختلف، انواع متفاوتی از آجرها مورد پسند سازندگان قرار گرفته‌اند. به‌طوری که پس از جنگ‌های جهانی آجرهای قرمز کاربرد بیشتری یافتند و در دههٔ ۱۹۶۰، آجرهای کِرمی و در دههٔ ۱۹۷۰، آجرهای قرمز تیره و قهوه ای بیشتر استفاده شدند. از ابتدای شروع ساخت و سازها در آدلاید، سقف‌های صاف و تخت دارای محبوبیت چندانی نبودند و سقف‌های شیروانی بیشترین کاربرد را در ساختمان‌های مسکونی داشته‌اند. برای پوشاندن بام خانه‌ها تا پایان دههٔ ۱۹۷۰، از ورقه‌های فلزی (که عموماً از جنس آهن و فولاد بودند) یا از بلوکه‌های قرمز رُسی استفاده می‌شد.
تا دههٔ ۱۹۷۰، بیشتر خانه‌ها از دیوارهای آجری دو لایه با پی‌های بتنی ساخته می‌شدند. طبقات آن‌ها از چوب‌های سوار بر تیرهای آهنی که بر روی دیوارهای کوتاه نصب شده بودند، ساخته می‌شد. پس از آن، با توجه به ویژگی‌های منحصر به فرد خاک رس که رطوبت زیاد و کم باعث تغییر در حجم آن می‌شود (مخصوصاً رُس کِزویک، رُس سیاه و رُس قرمز-قهوه ای)، از آجرهای پوشش دار برای استفاده در لایهٔ بیرونی دیوارها استفاده شد. عموم دیوارهای خارجی خانه‌ها، در کمترین حالت دارای ۳ لایه‌اند که لایه‌های میانی از عایق‌های رطوبت و گرما تشکیل می‌شوند. در بعضی از خانه‌ها که دارای نمایی مستقل از خود آجرها هستند، از یک لایهٔ بتنی نازک هم استفاده می‌شود تا مشکلات ناشی از رطوبت به حداقل برسد. استفاده از دیوار و طبقه‌های پیش ساخته به جای روش‌های معمول نیز در حال افزایش است. البته، نقش اتحادیهٔ مسکن استرالیا نیز عامل حائز اهمیتی در ارتقاء کیفیت خانه‌های شهر آدلاید بوده است.

### آب و هوا

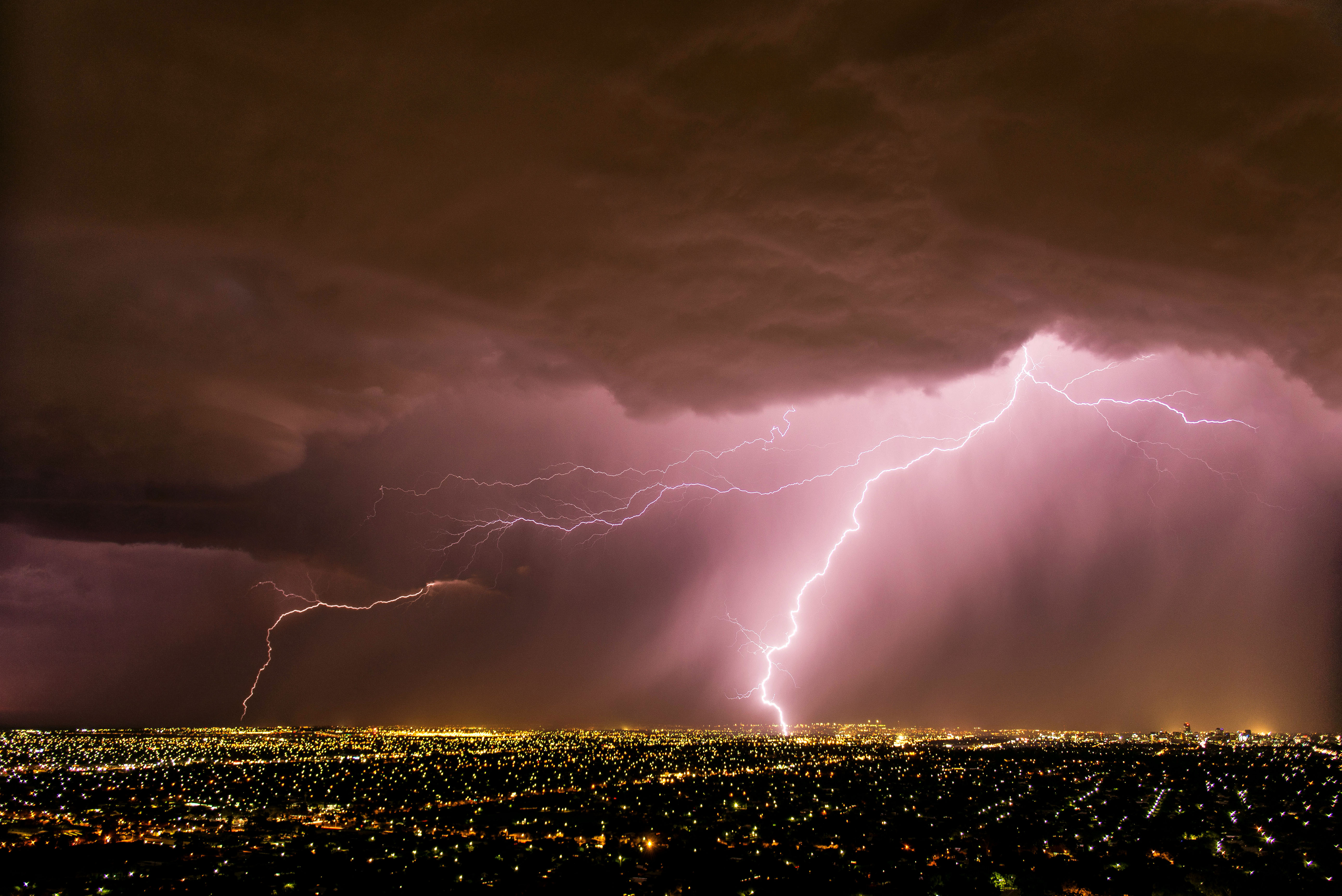
یک رعد و برق بهاری در آسمان متلاطم آدلاید

طبق داده‌های سامانه طبقه‌بندی اقلیمی کوپن، آدلاید داری اقلیم مدیترانه‌ای ایست. آدلاید، در ماه‌های تابستانی، دارای آب و هوایی گرم یا گرم و خشک است و در فصل زمستان، آب و هوای سرد یا معتدل با بارش‌های جوی متعدد و زیاد غالب می‌شود که به همین علت، می‌توان آن را در نوع آب و هوای موسمی طبقه‌بندی کرد.
ریزش‌های جوی در تابستان‌های آدلاید، غیرقابل اتکاء، خفیف و تا حدی نادر است؛ ولی در مقابل، بارش‌های بهاری کاملاً قابل ملاحظه و متعدد هستند و در ماه ژوئن که پر بارش‌ترین ماه سال است، به بیشتر از ۸۰ میلی‌متر هم می‌رسند. یخبندان‌های گاه به گاه نیز وجود دارند که در سال‌های ۱۹۰۸ و ۱۹۸۲ از قابل ملاحظه‌ترین اتفاق‌های آب و هوایی آدلاید بودند. تگرگ نیز در زمستان‌ها معمول است. به‌طور کلی، منطقهٔ آدلاید جزو مناطق باد خیز استرالیا محسوب می‌شود و بادهای زمستانی آن، باعث افت دمای هوا به درجات پایین‌تر از حد معمول مناطق اقلیم مدیترانه‌ای می‌شود. بارش برف نیز در خود شهر به‌طور قابل توجهی غیرمعمول است و به ندرت در فصل زمستان، آن هم در نقاط مرتفع و نزدیک به رشته کوه لوفتی اتفاق می‌افتد.
دمای هوا در شب‌های تابستانی در بین ۸ تا ۱۰ درجهٔ سانتی گراد می‌شود. تنها دو یا سه روز در طول فصل تابستان اتفاق می‌افتد که دمای هوا به بیش از ۳۹ درجهٔ سانتی گراد برسد که فراوانی این درجه حرارت در سال‌های اخیر افزایش یافته است. میانگین دمای آب‌های ساحلی آدلاید از ۱۳٫۷ درجهٔ سانتی گراد در ماه آگوست تا ۲۱٫۲ سانتی گراد در ماه فوریه متغیر است.

## سیاست

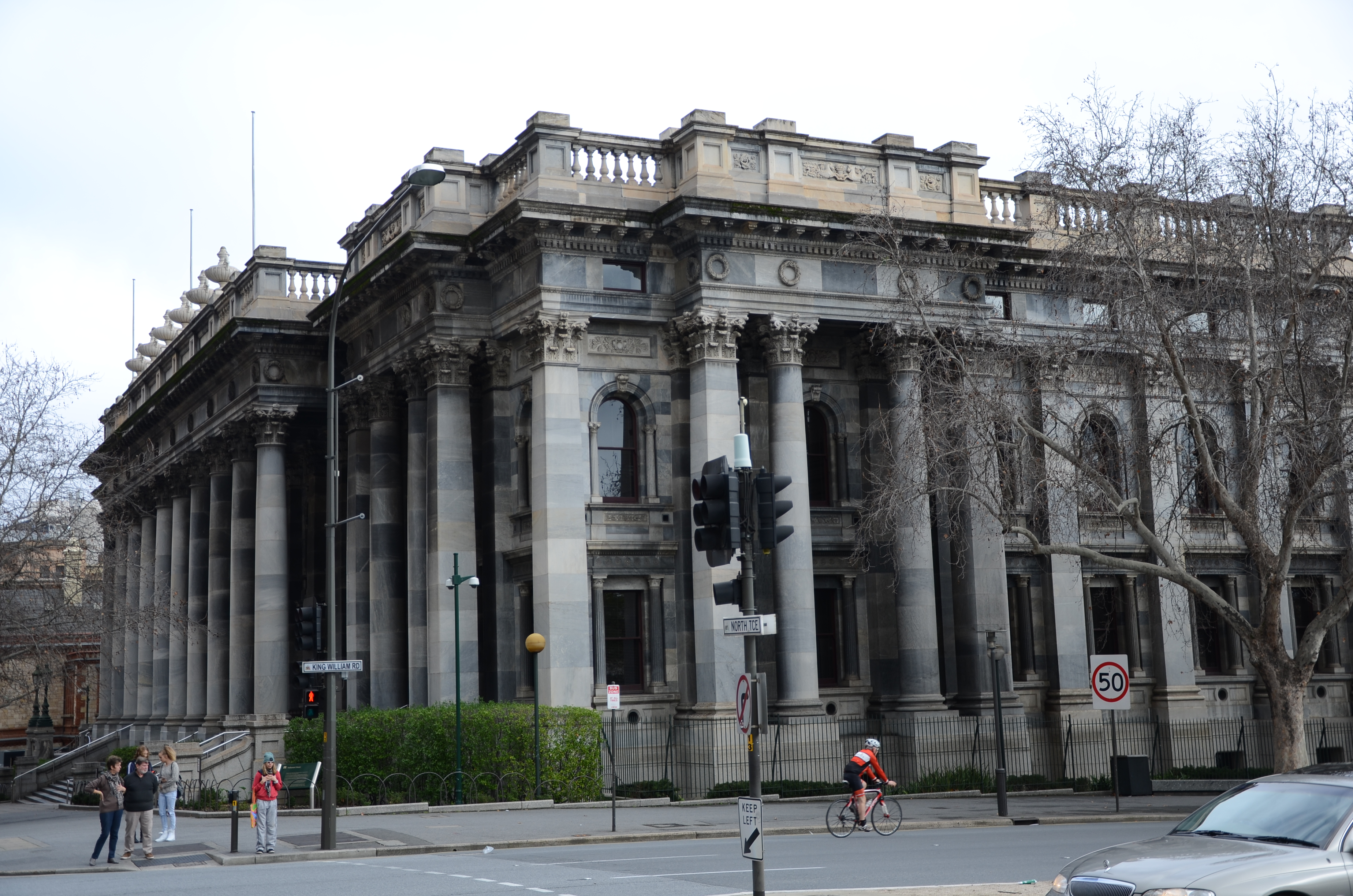
ساختمان مجلس، آدلاید

### دولت ایالتی
آدلاید به عنوان مرکز و همین‌طور پر جمعیت‌ترین شهر ایالت استرالیای جنوبی، محل استقرار نهادهای دولتی این ایالت به‌شمار می‌رود و این ویژگی به عنوان یکی از دلایل پیشرفت و توسعهٔ سریع آدلاید محسوب می‌شود. وجود این نهادهای سیاسی باعث به وجود آمدن مشارکت‌هایی برای ارتقاء و توسعهٔ شهر شده است. مشارکت «کمیتهٔ امور پایتخت» در مجلس ایالتی در اداره و برنامه‌ریزی برای رشد و توسعهٔ شهر و همکاری‌های شهرداری و شورای شهر آدلاید در سال ۲۰۰۶ و در نتیجه، بهبود چهرهٔ ظاهری شهر نمونه‌هایی از اثرات مثبت این ویژگی است.
شهر آدلاید به سبب آنکه ایالت استرالیای جنوبی، در میان دیگر ایالت‌های استرالیا رتبهٔ اول را از حیث تراکم داراست، درصد قابل توجهی از نمایندگان مجلس استرالیا را انتخاب می‌کند. به‌طوری که ۳۴ کرسی از مجموع ۴۷ کرسی شهری (نزدیک به سه چهارم کل کرسی‌ها) و ۲ کرسی از کرسی‌های روستایی متعلق به نمایندگان آدلاید هستند.

### دولت‌های محلی
منطقهٔ شهری آدلاید (آدلاید بزرگ) به ۱۹ ناحیهٔ دولتیِ محلی تقسیم می‌شود که مهم‌ترین آن، منطقهٔ اصلی شهر آدلاید است که مرکز، شمال و اطراف باغشهرهای آدلاید را تحت مدیریت دارد. این دولت محلی، با تاریخ ۱۸۰ سالهٔ خود (از سال ۱۸۴۰ میلادی که جیمز فیشر به عنوان نخستین شهردار آدلاید انتخاب شد)، قدیمی‌ترین نوع آن به‌شمار می‌رود. از سال ۱۹۱۹ تا کنون، شهرداران آدلاید با لقب «لُرد» خطاب می‌شوند.

## آمارهای انسانی
| انگلیسی ایتالیایی چینی | ویتنامی آلمانی | یونانی لبنانی |

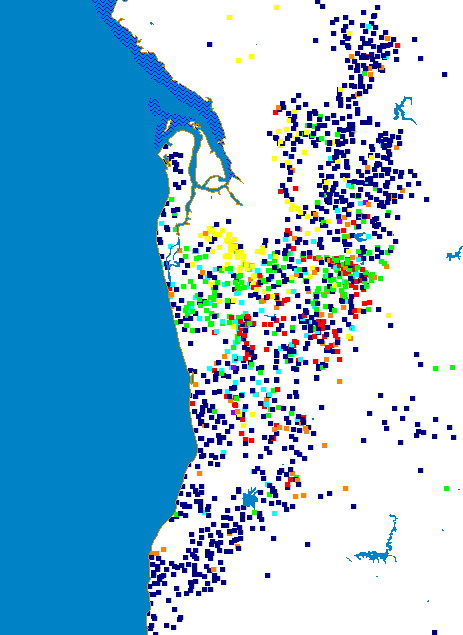
هر نقطه نشان دهندهٔ تولد ۱۰۰ نفر در ملیت‌های: (بر اساس داده‌های آماری سال ۲۰۰۶)

ساکنان آدلاید با عنوان «آدلایدیَن» شناخته می‌شوند. آدلاید در مقایسه با دیگر مراکز ایالتی، نرخ رشد کمتری داراست. منطقهٔ شهری آدلاید در سال ۲۰۲۱، بالغ بر ۱٬۴۰۲٬۳۹۳ نفر جمعیت داشته است که در مرتبهٔ پنجم شهرهای پر جمعیت استرالیا قرار می‌گیرد. در حدود ۷۹ درصد کل جمعیت ایالت استرالیای جنوبی در آدلاید ساکن هستند که باعث می‌شود، این ایالت متراکم‌ترین ایالت استرالیا به‌شمار برود.
افزایش جمعیت در آدلاید، بیشتر در در بخش‌های کناری و بیرونی شهر مانند بخش‌های ماوسون لِیکس و گلدن گراو اتفاق افتاده است. این جمعیت تعدادی نزدیک به ۳۶۷٬۰۰۰ خانه ساکن اند که در حدود ۵۸٬۰۰۰ تای آن را خانه‌های نیمه مستقل، ۴۹٬۵۰۰ تای آن را شهرک‌های مسکونی و بقیه را خانه‌های چند طبقه تشکیل می‌دهند.
نزدیک به یک ششم (یعنی در حدود ۱۷٫۱٪) از جمعیت شهر دارای مدرک تحصیلی دانشگاهی هستند. شمار افرادی که مایل به تحصیل در زمینه‌های فنی و حرفه‌ای هستند رو به کاهش است به‌طوری که دارندگان مدرک حرفه‌ای (به خصوص بازرگانان) از ۶۲٫۱٪ در سال ۱۹۹۱، به ۵۲٫۴٪ در سال ۲۰۰۱ کاهش یافت.
۲۹٫۸٪ جمعیت آدلاید را افرادی که در خارج از استرالیا متولد شده‌اند، تشکیل می‌دهند. به‌طوری که جمعیت‌های بزرگی از یونانی‌ها و ایتالیایی‌ها در مناطقی مانند نیوتن، پِینهام و کمپبِل تاون در بخش شرقی، تورِن سیلو، وِست لِیکز و فولام در بخش غربی شهر ساکن‌اند. این اتفاق باعث شده است تا کنسولگری ایتالیا در منطقهٔ پینهام قرار بگیرد. در حومه‌های شمال غربی شهر، یعنی مناطقی مانند وودویل، کیلکِنی، پِنینگتون، مَنسفیلد پارک و اَتول پارک و همچنین پارافیلد گاردنز و پوراکا در شمال آدلاید، جمعیت کثیری از مهاجرین ویتنامی زندگی می‌کنند. جمعیت مهاجرینی که از هند و سریلانکا به آدلاید آمده‌اند نیز در مناطق بلیِر اَتول، کیلبورن و اِنفیلد در حومه ی شمالی شهر و مناطق پلیمپتون، پارک هولم و کورالتا پارک متمرکز شده است.

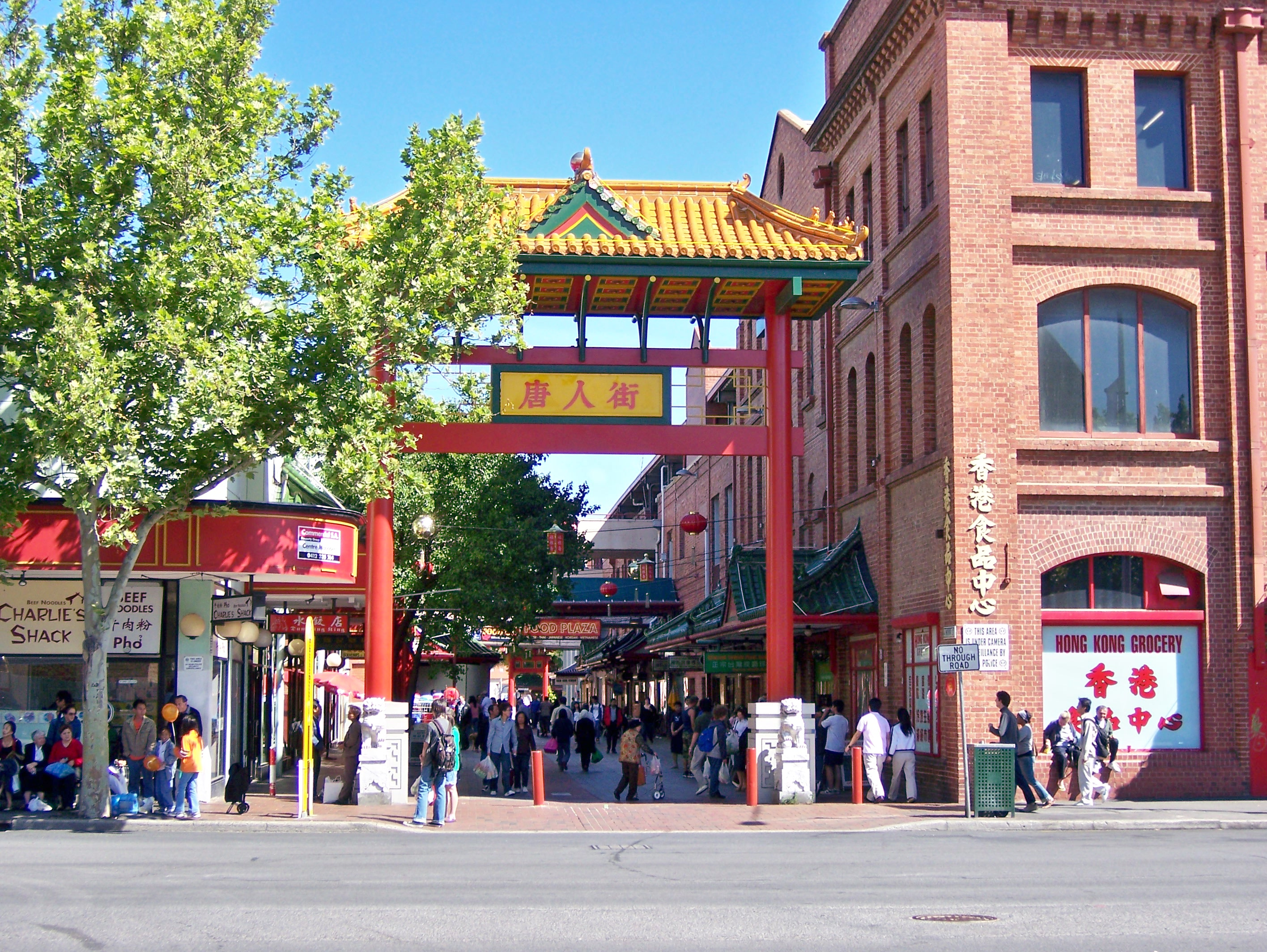
محلهٔ چینی‌ها در آدلاید که در خیابان مونتا و نزدیکی بازار مرکزی آدلاید واقع است.

مهاجرین ایرانی و افغانستانی هم در حومه‌های شمالی (مانند مناطقی همچون پاراهیلز، سالیسبوری، اینگِل فارم و بلِیر اَتول) و غربی (مانند فیندون، وِست کرویدون، سیتون) شهر اسکان یافته‌اند. جمعیت چینی‌های مهاجر نیز بیشتر در مناطق شرقی و شمال شرقی شهر، مانند کِنسینگتون گاردنز، گرینِیکریز، مودبوری و گولدِن گراو پراکنده شده است. قرارگیری دانشگاه استرالیای جنوبی نیز در منطقهٔ ماوسون لِیکز، باعث شده است که جمعیت قابل توجهی از ساکنان آن را دانشجویان بین‌المللی تشکیل دهند.
پنج گروه اصلی جمعیتِ مهاجر زاده شده در خارج از استرالیا، انگلیسی‌ها با ۵٫۷ درصد،  هندی‌ها با ۳٫۱ درصد، چینی‌ها با ۱٫۸ درصد، ویتنامی‌ها با ۱٫۲ درصد و ایتالیایی‌ها با ۱٫۱ درصد هستند. در مورد زبانهای رایج در آدلاید نیز چینی مانداریَن با ۲٫۲ درصد در رتبه اول قرار می‌گیرد و پس از آن  به ترتیب زبان‌های زبان ایتالیایی با ۱٫۶ درصد، ویتنامی با ۱٫۵ درصد، یونانی با ۱٫۵ درصد و زبان پنجابی با ۰٫۷ درصد جزو پر متکلم‌ترین زبان‌ها است.

### ترکیب سنی
آدلاید بیشترین جمعیت سالخوردگان را در میان دیگر مراکز ایالتی استرالیا داراست به‌طوری که در حدود ۳۰٫۸ درصد جمعیت آن را افراد ۵۵ ساله و بیشتر تشکیل می‌دهند که از میانگین ملی استرالیا یعنی ۲۹٫۱ درصد بالاتر است. همچنین آدلاید دارای کمترین آمار جمعیتی کودکان (زیر ۱۵ سال)، یعنی ۱۷٫۲ درصد است که پایین‌تر از متوسط ملی یعنی ۱۸٫۲ درصد است.

### مذهب

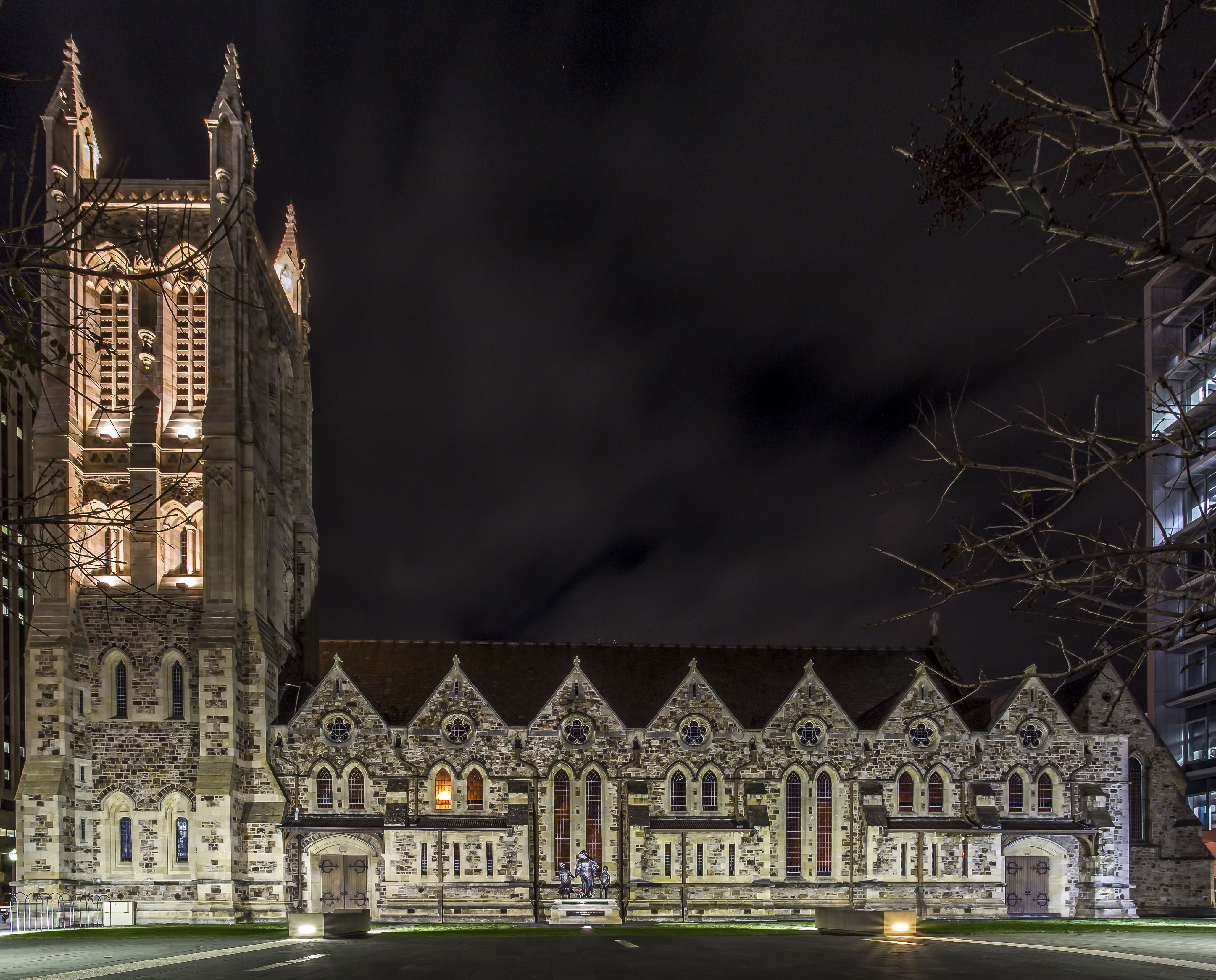
کلیسای سنت فرانسیس کاویر در میدان ویکتوریا

سیاست اجتماعی آدلاید از ابتدای تأسیس با تأکید بر احترام متقابل در میان مذاهب گوناگون شکل گرفت که این رویه باعث محبوبیت این شهر در میان افراد دین‌دار شد. این اتفاق باعث به وجود آمدن گوناگونی مذهب در شهر شد که منجر به شناخته شدن آدلاید با عنوان «شهر کلیسا‌ها» شد. اما با توجه به اطلاعات آماریِ سال ۲۰۲۱ که نشان می‌دهد ۴۴٫۶ درصد شهروندان آدلاید اعلام بی اعتقادی مذهبی کرده‌اند، این شهر امروزه در مقایسه با آمار کشوری ۳۸٫۴ درصد، در میان غیر مذهبی‌ترین شهرهای استرالیا جای می‌گیرد. ۲۷٫۵ درصد از جمعیت آدلاید را پیروان دین مسیحیت تشکیل می‌دهند که ۱۶٫۶ درصد آنها از آموزه‌های کلیسای کاتولیک تبعیت می‌کنند؛ دیگر مذاهبی مانند کلیسای آنگلیکان (با ۷ درصد)، کلیساهای متحد (با ۳٫۹ درصد) و کلیسای ارتدوکس از دیگر مذاهب رایج در آدلاید هستند.
اجماع یهودیان در آدلاید نیز به سال ۱۸۴۰ می‌رسد؛ به‌طوری که بنا به مستنداتی هشت سال پس از آن سال، ۵۸ یهودی در آدلاید زندگی می‌کردند. در سال ۱۸۷۱ و زمانی که تعداد این یهودیان به ۴۳۵ نفر رسید، کنیسه ای برای شهر تدارک دیده شد. بسیاری از این یهودیان، مانند یهودا ماس سلیمان (که در سال‌های ۱۸۵۲ تا ۱۸۶۶ عضو شورای شهر بود) و چه دیگر افراد، در مناصِب سیاسی شهر مشارکت چشمگیری داشتند. تا به حال، سه نفر از این یهودیان نیز به مقام شهرداری آدلاید دست یافته‌اند. این جمعیت در سال ۱۹۶۸، به ۱۲۰۰ نفر رسید؛ ولی بر اساس اطلاعات آماری سال ۲۰۰۱، جمعیت افرادی که خود را پیرو دین یهود معرفی کرده بودند، ۹۷۹ نفر به ثبت رسید. این آمار در سال ۲۰۱۱، به بیش از ۱۰۰۰ نفر رسید که منجر به ایجاد و بازسازی مدارس مخصوص یهودیان ارتدکس و موزهٔ مجازی یهودیت شد.
جامعهٔ افغان‌های مسلمان آدلاید نیز برای اولین بار در دههٔ ۱۸۶۰ به وجود آمد، این اتفاق زمانی رخ داد که افغان‌های مهاجری که با شتر‌های خود در بیابان‌های استرالیا سفر می‌کردند، در آدلاید ساکن شدند. تا وقتی که سیستم‌های حمل و نقلیِ مدرنی مانند راه‌آهن یا خودروها ظهور کنند، شتر‌ها نقش مهمی در انتقال بارهای سنگین از معادن به دیگر شهرها داشتند؛ به‌طوری که امروزه، قطار‌های خط ریلی که مسافران را در میان شهرهایی مانند آدلاید، آلیس اسپرینگز و داروین جابجا می‌کنند، غان نامیده می‌شوند. مسجد مرکزی آدلاید نیز به عنوان یکی از قدیمی‌ترین مساجد دائمی آدلاید محسوب می‌شود. یکی از اولین مساجدی که در منطقه ساخته شد، مسجد ماری است که در بخش شمالی ایالت قرار دارد؛ این مسجد در سال ۱۸۶۲ گشایش یافت، ولی بعدها رها و در نتیجه تخریب شد، ولی مورد بازسازی قرار گرفت.

## اقتصاد

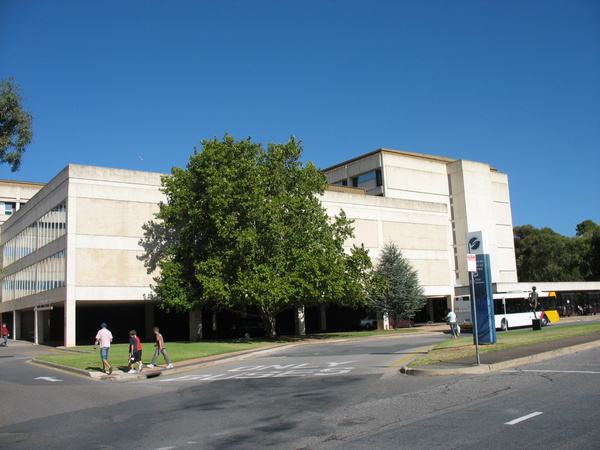
مجموعهٔ پزشکی فلیندِرز. زمینه‌های پزشکی و مددکاری اجتماعی عمده‌ترین سهم را در اشتغال شهروندان آدلاید و ایالت استرالیای جنوبی داراست.

آدلاید در سال ۲۰۲۱ موفق‌ترین شهر ایالت استرالیای جنوبی بود که توانست بیشترین آمار ایجاد شغل را در زمینه‌های پزشکی داشته باشد. به‌طوری که در سال ۲۰۲۱ تعداد ۳۵٬۴۵۷ نفر در بیمارستانها مشغول به کار بودند که در مقایسه با تعداد کل ایالت یعنی ۴۲٬۲۴۲ عدد قابل توجهی است. بیمارستانها ۵٫۳ درصد نیروی کار در شهر آدلاید را داشتند. پس از بیمارستانها مراقبت از سالمندان با ۳٫۲ درصد، سوپرمارکت‌ها با ۲٫۹ درصد، سایر خدمات اجتماعی با ۲٫۶ درصد و کافه‌ها و رستوارن‌ها با ۲٫۳ درصد در رده‌های بعدی قرار می‌گیرند.
منطقهٔ آدلاید هیلز که در شرق شهر واقع است، یکی از اصلی‌ترین نواحی تولید و فروش نوشیدنی‌های الکلی، چه در استرالیای جنوبی و چه در کل کشور است.
تولید محصولات صنعتی و دفاعی، پژوهش در زمینهٔ سامانه‌های پیشرفتهٔ الکترونیکی و اجرای آنها، صادرات کالاها، و همچنین ارائهٔ خدمات صنعتی برخی از اجزای مهم بدنهٔ اقتصاد آدلاید و ایالت استرالیای جنوبی هستند. در کنار این صنایع، کارخانه‌های خودرو سازی مستقر در این شهر نیز نقش مهمی در فعال بودن اقتصاد آن داشتند، به‌طوری که بیش از نیمی از خودروهای تولید شده در استرالیا، محصول کارخانهٔ جنرال موتورز - هولدن بوده‌اند که در آدلاید قرار داشت. فعالیت این سایت صنعتی در نوامبر سال ۲۰۱۷ میلادی متوقف شد.
با ورشکستگی بانک ایالتی استرالیای جنوبی در سال ۱۹۹۲، میزان زیادی بدهی عمومی (در حدود ۴ میلیارد دلار) به دولت ایالتی تحمیل شد. دلیل این فروپاشی، اعمال سیاست‌هایی مانند کاهش بودجه در بخش‌های کم‌اهمیت و همچنین پایین آوردن هزینه‌های اقتصادی بود که منجر به کاهش تعادل اقتصادی شهر و در نتیجه اتفاق ورشکستگی شد. بدهی‌های دولتی حاصل از این ورشکستگی در سال‌های اخیر به‌طور چشمگیری کاهش یافت و باعث شد تا دولت ایالتی، امتیاز +AAA (که نوعی رتبه‌بندی اقتصادی به‌شمار می‌رود) را دوباره کسب کند.
در سال ۲۰۰۴، رسانهٔ بین‌المللی نیوز کورپوریشن نیز یکی از نمایندگی‌های خود را در آدلاید تأسیس کرد که در مالکیت معنوی روپرت مرداک قرار دارد. آدلاید همچنین محل استقرار شرکت‌هایی همانند کمپانی نفتی سانتوس و کارخانهٔ آبجو سازی کوپرز و همچنین مرکز خرده‌فروشی هریز اسکارف به‌شمار می‌آید.

### صنایع دفاعی

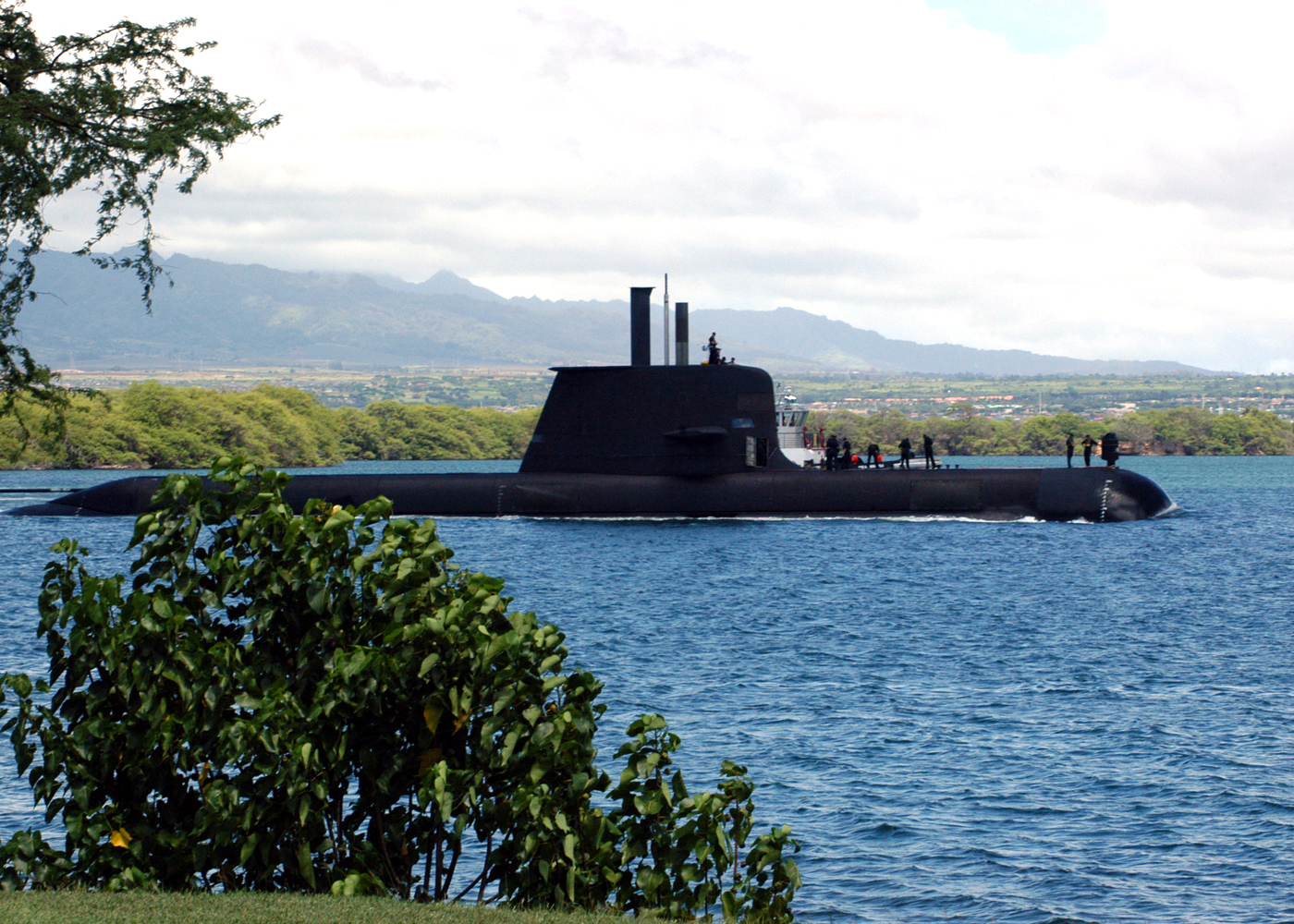
زیر دریایی اچ‌ام‌ای‌اس رانکین که در آدلاید ساخته شده، در حال عبور از منطقهٔ بندرگاهی شهر در آگوست ۲۰۰۴

آدلاید محل استقرار بخش عمده ای از صنایع دفاعی استرالیا محسوب می‌شود که بیش از ۱ میلیارد دلار از تولید نا خالصی کل استرالیا را بر عهده دارند. مؤسسهٔ تحقیقات نظامی استرالیای جنوبی (که با نام «گروه علوم و فناوری دفاعی» شناخته می‌شود) و دیگر سازمان‌های مرتبطی مانند سامانه بی اِی ای استرالیا و لاکهید مارتین در شمال منطقه سالسبوری و غرب منطقه الیزابت تمرکز یافته‌اند که این بخش از شهر امروزه مستقلاً «اِدینبورگ پارکز» نامیده می‌شود. این منطقه در مجاورت پایگاه نظامی اِدینبورگ قرار دارد.
گروه‌های صنعتی ساب، ریتیون و اِی اِس سی، دیگر اعضای پارک فناوری آدلاید هستند. استرالیای جنوبی یکی از عهده داران عملیات طراحی و ساخت زیردریایی‌های کلاس کالینز نیز بود و اخیراً با قرار دادی به مبلغ ۶ میلیارد دلار، به ساخت ناوشکنهای جدید نیروی دریایی استرالیا می‌پردازد.

### آمارهای شغلی
در سال ۲۰۲۱ میلادی، نرخ بیکاری در آدلاید بزرگ برابر ۵٫۵ درصد بود که بیش از نرخ بیکاری کل استرالیا یعنی ۵٫۱ درصد بود.
 
حومه‌های شمالی شهر به نسبت دیگر بخش‌ها دارای جمعیت بیشتری از بیکاران (با نرخ ۸٫۳ درصدی) هستند؛ درحالی که مناطقی که در شرق و جنوب شهر قرار گرفته‌اند، با نرخ ۴٫۹ درصدی دارای رقمی کمتر از میانگین بیکاری کل در آدلاید می‌باشند.
میانه درآمد هفتگی هر یک از ساکنین ۱۵ ساله یا بیشتر در آدلاید در سال ۲۰۲۱ در حدود ۷۶۲ دلار بود که کمتر از میانه درآمد ملی (۸۰۵ دلار) بود. درآمد هفتگی خانواده‌های ساکن این شهر در همین سال نیز ۱۹۸۸ دلار بود که به نسبت میانه درآمد در سطح ملی (۲۱۲۰ دلار) پایین‌تربود.
البته هزینه‌های سکونت و زندگی در آدلاید به مراتب کمتر از دیگر شهرهای استرالیاست، چرا که محدودهٔ قیمتی خانه‌های آدلاید در رده‌های پایین‌تری قرار می‌گیرد؛ به‌طوری که قیمت خانه در آدلاید ارزشی برابر با نصف قیمت مسکن در سیدنی و دو سوم در ملبورن دارند.

### هزینه‌های مسکن
قیمت مسکن در آدلاید، در بازهٔ زمانی ده ساله از سال ۲۰۰۱ تا ۲۰۱۰ میلادی، به‌طور تقریبی سه برابر (دقیقاً ۲۸۵ درصد) رشد کرد. این رشد قیمتی در فاصله سال‌های ۲۰۰۷ تا ۲۰۱۲ میلادی، به‌طور تقریبی ۲۷ درصد محاسبه شد. قیمت مسکن در آدلاید در فاصله پنج سالهٔ سال‌های ۲۰۱۲ تا ۲۰۱۷، رشدی ۱۹ درصدی به خود دید که در مقایسه با پنج سال قبل از آن به مراتب کم‌تر بوده است.
| سال                                 | ۲۰۰۱    | ۲۰۰۲    | ۲۰۰۳    | ۲۰۰۴    | ۲۰۰۵    | ۲۰۰۶    | ۲۰۰۷    | ۲۰۰۸    | ۲۰۰۹    | ۲۰۱۰    |
| ----------------------------------- | ------- | ------- | ------- | ------- | ------- | ------- | ------- | ------- | ------- | ------- |
| میانگین                             | ۱۴۰٬۰۰۰ | ۱۷۰٬۰۰۰ | ۲۰۰٬۰۰۰ | ۲۵۰٬۰۰۰ | ۲۷۰٬۰۰۰ | ۲۸۰٬۰۰۰ | ۳۰۰٬۰۰۰ | ۳۶۰٬۰۰۰ | ۳۵۰٬۰۰۰ | ۴۰۰٬۰۰۰ |
| درصد تغییر                          |         | ۲۱٪     | ۱۸٪     | ۲۵٪     | ۸٪      | ۴٪      | ۷٪      | ۲۰٪     | ۳-٪     | ۱۴٪     |
| سال                                 | ۲۰۱۱    | ۲۰۱۲    | ۲۰۱۳    | ۲۰۱۴    | ۲۰۱۵    | ۲۰۱۶    | ۲۰۱۷    | ۲۰۱۸    | ۲۰۱۹    | ۲۰۲۰    |
| میانگین                             | ۴۰۰٬۰۰۰ | ۳۸۰٬۰۰۰ | ۳۹۳٬۰۰۰ | ۴۱۳٬۰۰۰ | ۴۲۵٬۰۰۰ | ۴۳۶٬۰۰۰ | ۴۵۲٬۰۰۰ |         |         |         |
| درصد تغییر                          | ۰٪      | ۵-٪     | ۳٪      | ۵٪      | ۳٪      | ۳٪      | ۴٪      |         |         |         |
| تمامی اعداد تقریبی و گرد شده هستند. |         |         |         |         |         |         |         |         |         |         |

هر سه ماه یکبار لیستی از میانگین قیمت مسکن در حومه و مرکز شهر آدلاید توسط انجمن سرمایه‌گذاری مستقیم و غیرمستقیم (ADISA) منتشر می‌شود. با توجه به تقسیم‌بندی پرتعداد و کم وسعت هر بخش مسکونی در حومهٔ شهر و در نتیجه حجم کم خرید و فروش‌ها در این مناطق، و نبود ثبات در محدودهٔ قیمتی هر بخش، آمار یا داده‌های تحلیل شدهٔ دقیقی که مشخص بکند کدام بخش گرانترین و کدام بخش ارزان‌ترین منطقه محسوب می‌شود وجود ندارد و در انتهای هر فصل از سال لیستی با عنوان «۱۰ منطقهٔ گران در سه ماههٔ گذشته» منتشر می‌شود که دائماً در حال تغییر است.

## علم و پژوهش

### آموزش

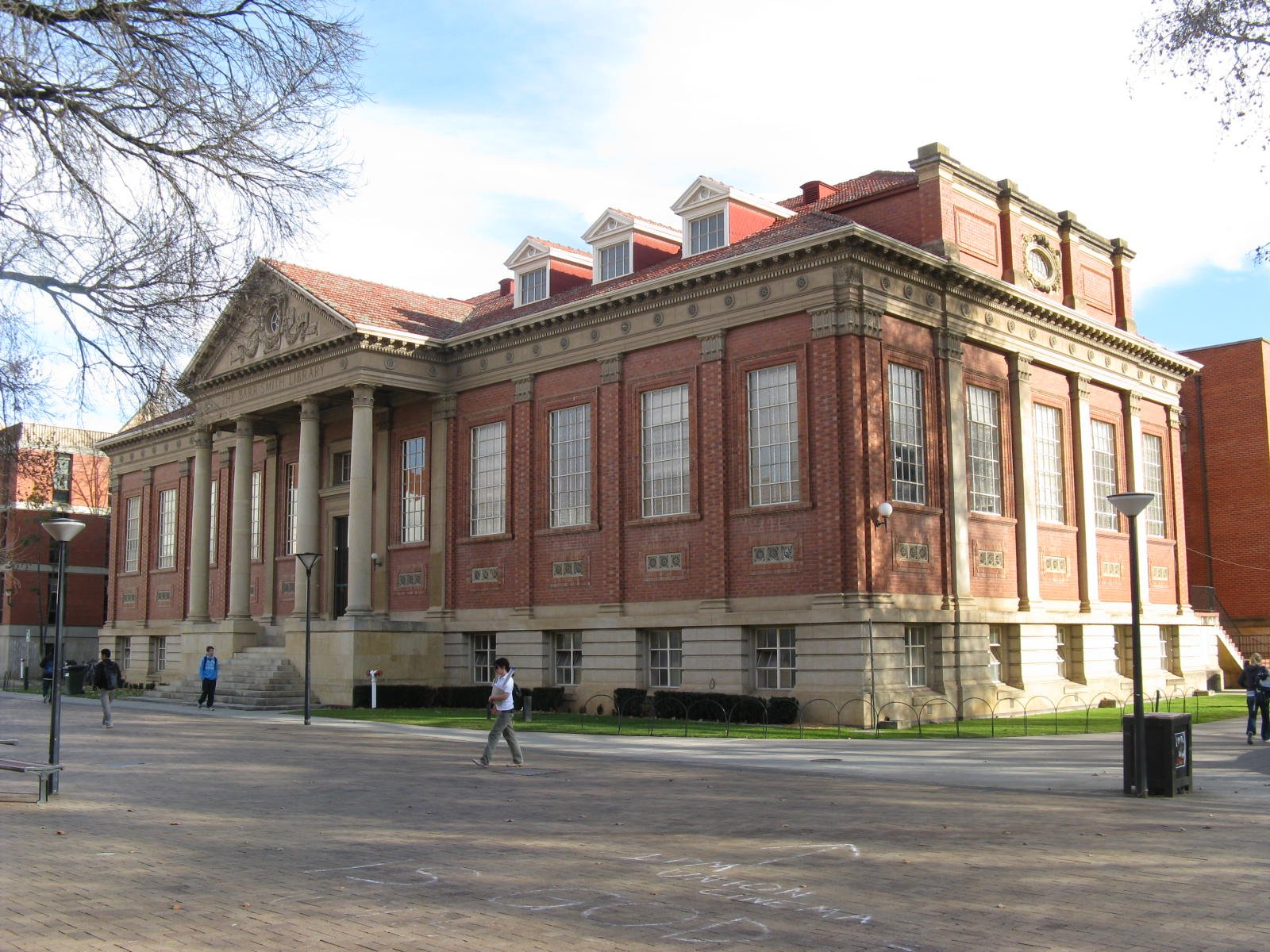
کتابخانهٔ بار اِسمیث که بخشی از دانشگاه آدلاید محسوب می‌شود.

فعالیت‌های علمی و نهادهای مرتبط با آن، بخش بزرگی از اقتصاد شهر را تشکیل می‌دهند؛ به‌طوری که دولت ایالتی و همچنین مراکز و مؤسسات آموزشی که در شهر وجود دارند می‌کوشند تا آدلاید را با عنوان «شهر یادگیری» به مهم‌ترین قطب آموزشی استرالیا تبدیل کنند. در سالهای اخیر، تعداد دانشجویان بین‌المللی در حال تحصیل در آدلاید به‌طور سریعی افزایش یافته است؛ به گونه ای که در سال ۲۰۱۵، نزدیک به ۳۱٬۰۰۰ دانشجوی خارجی در آدلاید تحصیل می‌کردند که در مقایسه با آمار ۱٬۸۲۴ نفری دانش آموزان دورهٔ نخست دبیرستان، رقم قابل توجهی است. علاوه بر مؤسسات مستقر در آدلاید، چندین نهاد آموزشی خارجی نیز در جهت طرح افزایش جذابیت دانشگاه‌های شهر برای تبدیل آدلاید به یک قطب آموزشی در استرالیا، شروع به فعالیت در شهر کرده‌اند.
در کنار این امتیازات منحصر به فرد، آدلاید محل تولد سه شخصیت برندهٔ جایزهٔ نوبل است: ویلیام لورنس براگ در رشتهٔ فیزیک و رابین وارن و هاوارد فلری در زمینهٔ آسیب‌شناسی زیستی، که هر سه نفر آنها دانش‌آموخته ی دبیرستان سِنت پیتر و دانشگاه آدلاید بوده‌اند.

#### آموزش ابتدایی و متوسطه
در مرحلهٔ آموزش ابتدایی و متوسطهٔ اول، دو نظام آموزشی در مدارس وجود دارد؛ نوع نخست رویهٔ آموزشی عمومی است که توسط دولت استرالیای جنوبی به اجرا در می‌آید، و نوع دیگر سیستم آموزشی خصوصی (غیردولتی) است که مدارس کاتولیک و مستقل از آن پیروی می‌کنند. بیشتر مدارس و مؤسسات آموزشی در استرالیای جنوبی، ارائه دهندهٔ گواهی نامهٔ رسمی آموزش دولتی هستند، ولی با توجه به تعداد بسیار بالای مدارس بین‌المللی در آدلاید، دیپلم بین‌المللی نیز توسط تعداد محدودی از مراکز آموزشی ارائه می‌شود.

#### آموزش دانشگاهی

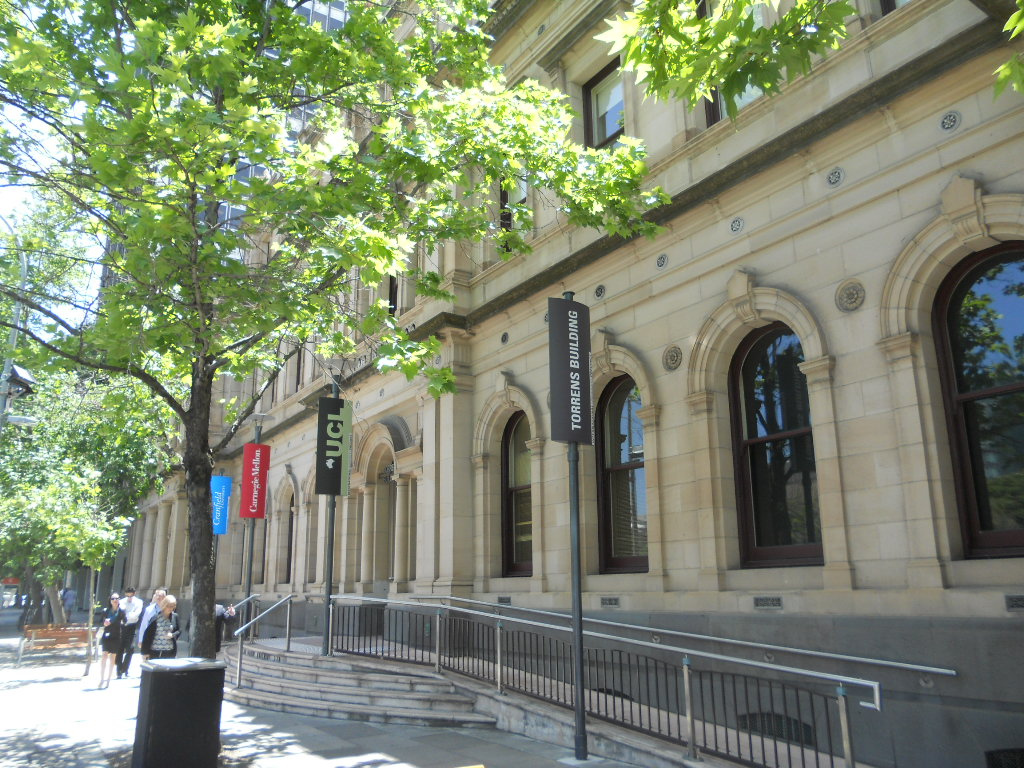
ساختمان قدیمی دانشگاه تورنس که یکی از دانشگاه‌های بین‌المللی برتر مستقر در آدلاید به‌شمار می‌رود.

آدلاید محل استقرار سه دانشگاه دولتی محلی، یک دانشگاه به کل خصوصی و همچنین پردیس‌هایی از دانشگاه‌های خارجی است. دانشگاه‌های «دانشگاه فلیندرز»، «آدلاید»، «دانشگاه استرالیای جنوبی» و «دانشگاه تورنس» (که زیر مجموعهٔ دانشگاه‌های بین‌المللی برجسته محسوب می‌شود)، همگی در آدلاید قرار دارند. از میان این دانشگاه‌ها، دانشگاه آدلاید به عنوان یکی از ۱۵۰ دانشگاه برتر، دانشگاه فلیندرز به عنوان یکی از ۲۵۰ دانشگاه برتر جهان و دانشگاه استرالیای جنوبی به عنوان یکی از ۳۰۰ دانشگاه برتر جهان رتبه‌بندی شده‌اند. دانشگاه تورنس نیز به عنوان بخشی از یک شبکهٔ بین‌المللی که در میان ۷۰ بنیاد آموزشی مطرح در جهان به وجود آمده است، فعالیت می‌کند.
دانشگاه آدلاید، در کنار اینکه پذیرای حدود ۲۴٬۰۰۰ دانشجو بوده  و سومین دانشگاه قدیمی استرالیا نیز محسوب می‌شود، یکی از رهبران گروه هشت (متشکل از هشت دانشگاه بزرگ و قدیمی استرالیا) نیز به‌شمار می‌رود. این دانشگاه در مجموع دارای ۵ پردیس در سراسر ایالت استرالیای جنوبی و یک پردیس برون‌مرزی در کشور سنگاپور است.دانشگاه استرالیای جنوبی نیز در کنار داشتن ۳۷٬۰۰۰ دانشجوی در حال تحصیل، دارای دو پردیس در شرق و غرب مرکز شهر و دو پردیس در مگیل و ماوسون لیکس است. علاوه براین دو پردیس دیگر نیز در شهرهای وایالا و ماونت گامبیر دارد.دانشگاه فلیندرز نیز علاوه بر دارا بودن حدود ۲۶٬۰۰۰ دانشجوی مشغول به تحصیل داخلی و بین‌المللی، در منطقهٔ بدفورد پارک و در کنار مرکز پزشکی فلیندرز قرار گرفته است. همچنین، پردیس‌هایی در منطقهٔ تونس‌لِی و ساختمان مشهور تورنس در میدان ویکتوریا با مدیریت این دانشگاه فعالیت می‌کنند.
در سال ۲۰۲۴ دانشگاه سان‌شاین کوست پردیس دانشگاهی جدیدی را در آدلاید تاسیس کرده است که در آن دوره‌های کارشناسی و کارشناسی ارشد در رشته‌های فناوری اطلاعات و ارتباطات و مدیریت کسب‌وکار ارائه می‌شود.
همچنین، تعدادی پردیس TAFE (آموزش فنی و تخصصی) در محدودهٔ شهری آدلاید فعالیت می‌کنند که گسترهٔ وسیعی از دانش‌های فنی و حرفه ای را آموزش می‌دهند. دانشکدهٔ هنر آدلاید به عنوان مثالی از این گونه مراکز، هنرهای تجسمی را در سطوح ملی آموزش می‌دهد.
فهرستی از دانشگاه‌ها و موسسات آموزش عالی در آدلاید ازطریق این لینک در دسترس است.

### پژوهش
آدلاید علاوه برداشتن چنین دانشگاههایی، خانهٔ تعدادی از مؤسسه‌های پژوهشی، از جمله مؤسسهٔ سلطنتی تحقیق و پژوهش استرالیا است که در سال ۲۰۰۹، به یکی از رقبای اصلی مؤسسهٔ سلطنتی تحقیق و پژوهش بریتانیای کبیر تبدیل شد. تعدادی از این مؤسسات، در پژوهشی دربارهٔ ویژگی‌های جغرافیای انسانی منطقهٔ شهری آدلاید درگیر بودند.

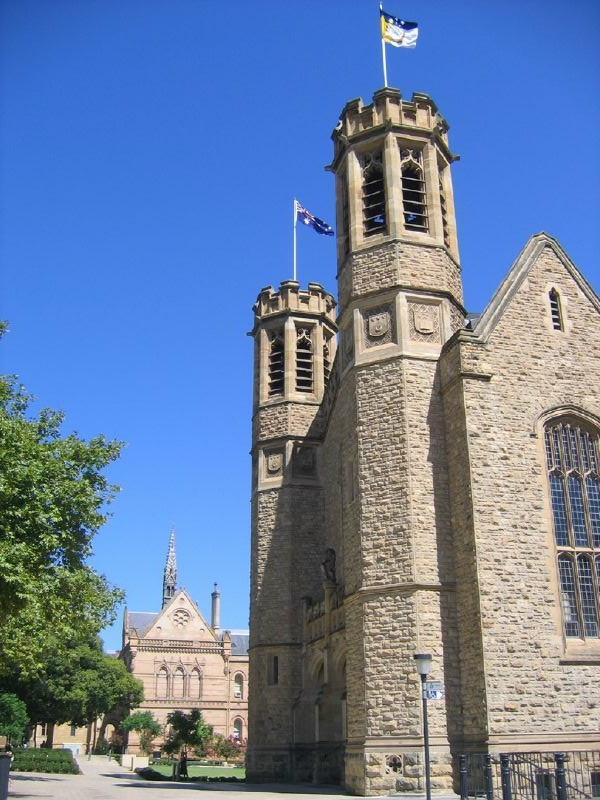
ساختمان میتچل و تالار بونیثون،[EN ۷۳] دانشگاه آدلاید
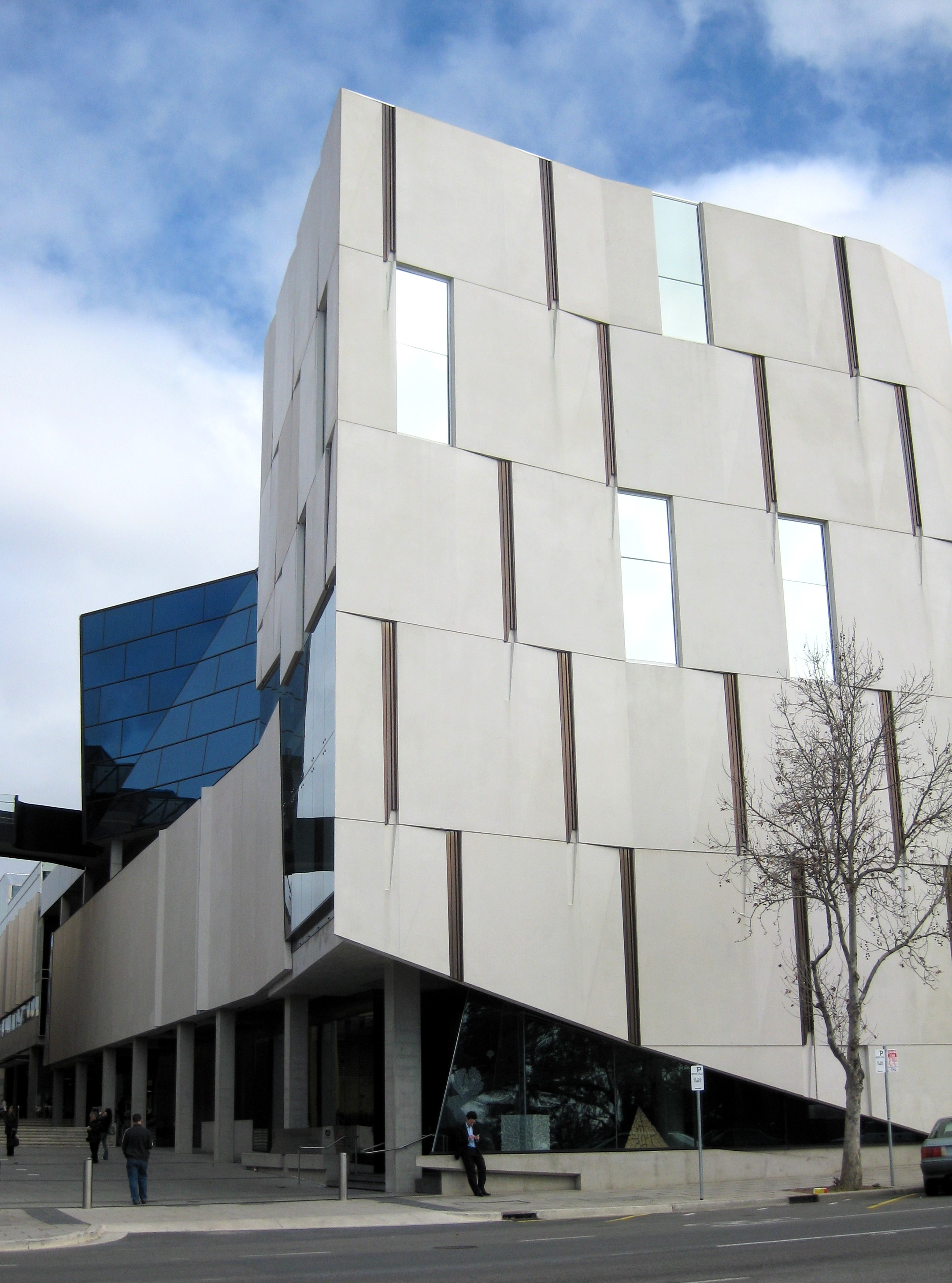
ساختمان هاوِک، بخشی از پردیس غربی دانشگاه ایالتی استرالیای جنوبی
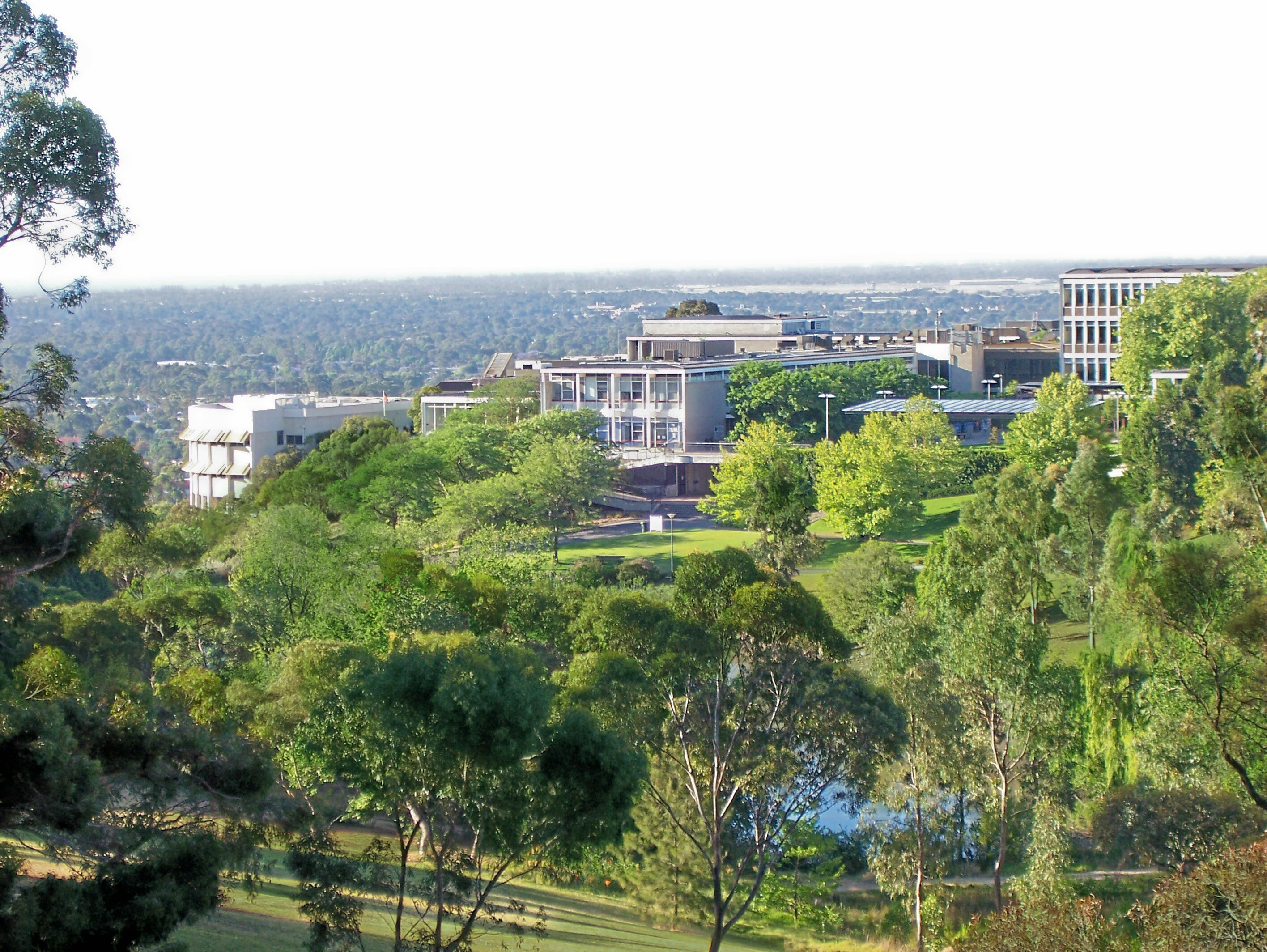
ساختمان‌های دانشگاه فلیندرز از تپه‌های اطراف
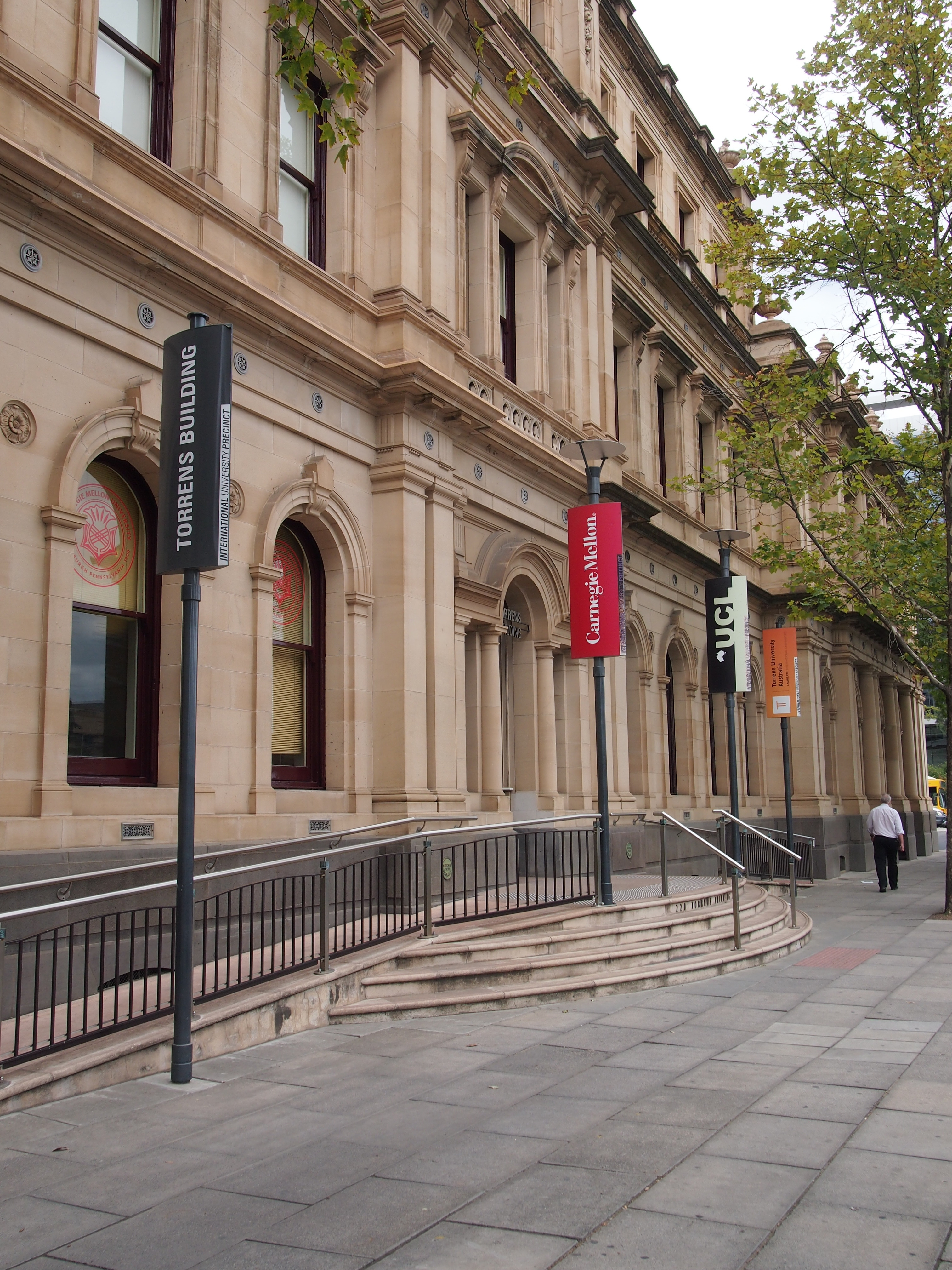
دانشگاه تورنس
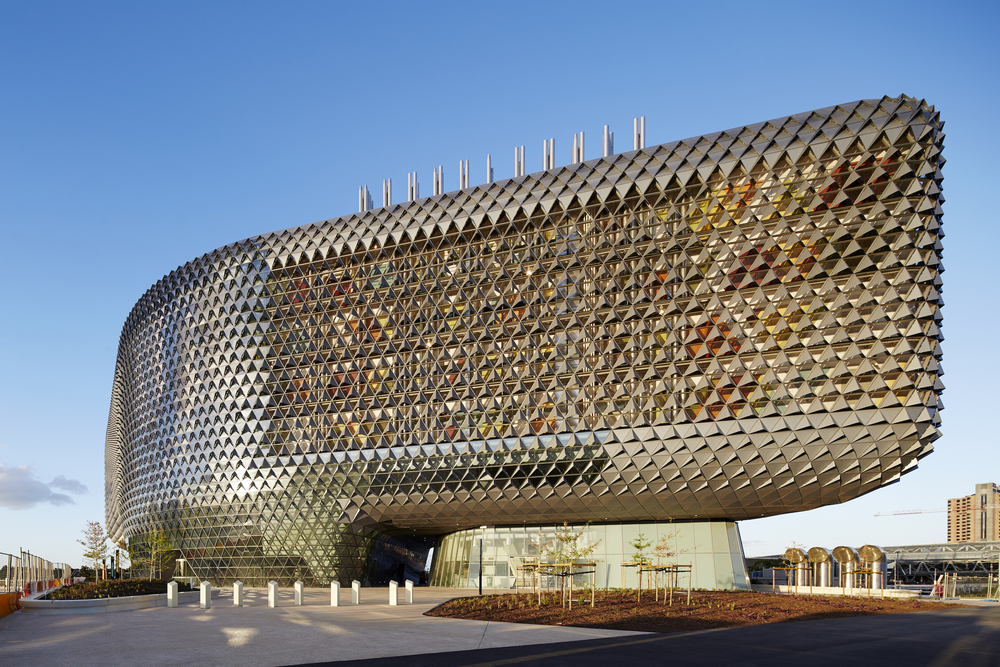
مؤسسهٔ مطالعات پزشکی و سلامت استرالیای جنوبی

## نگارخانه

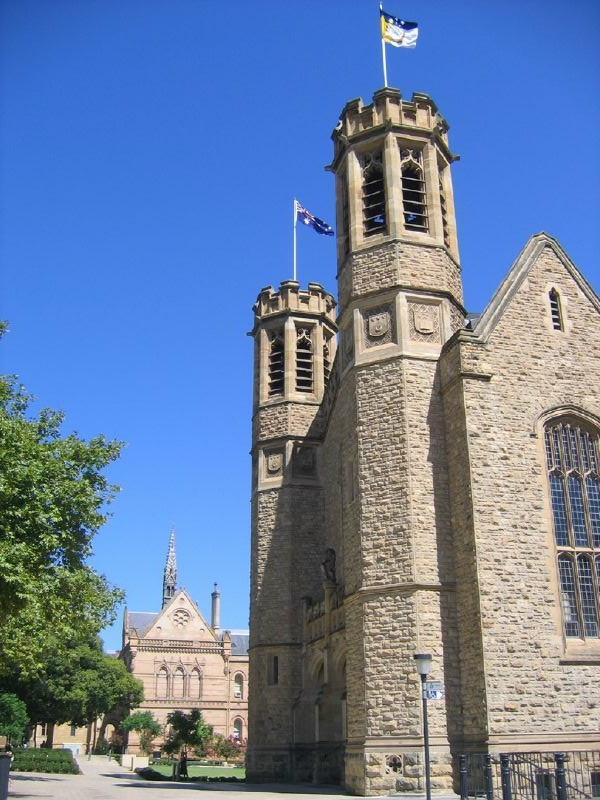
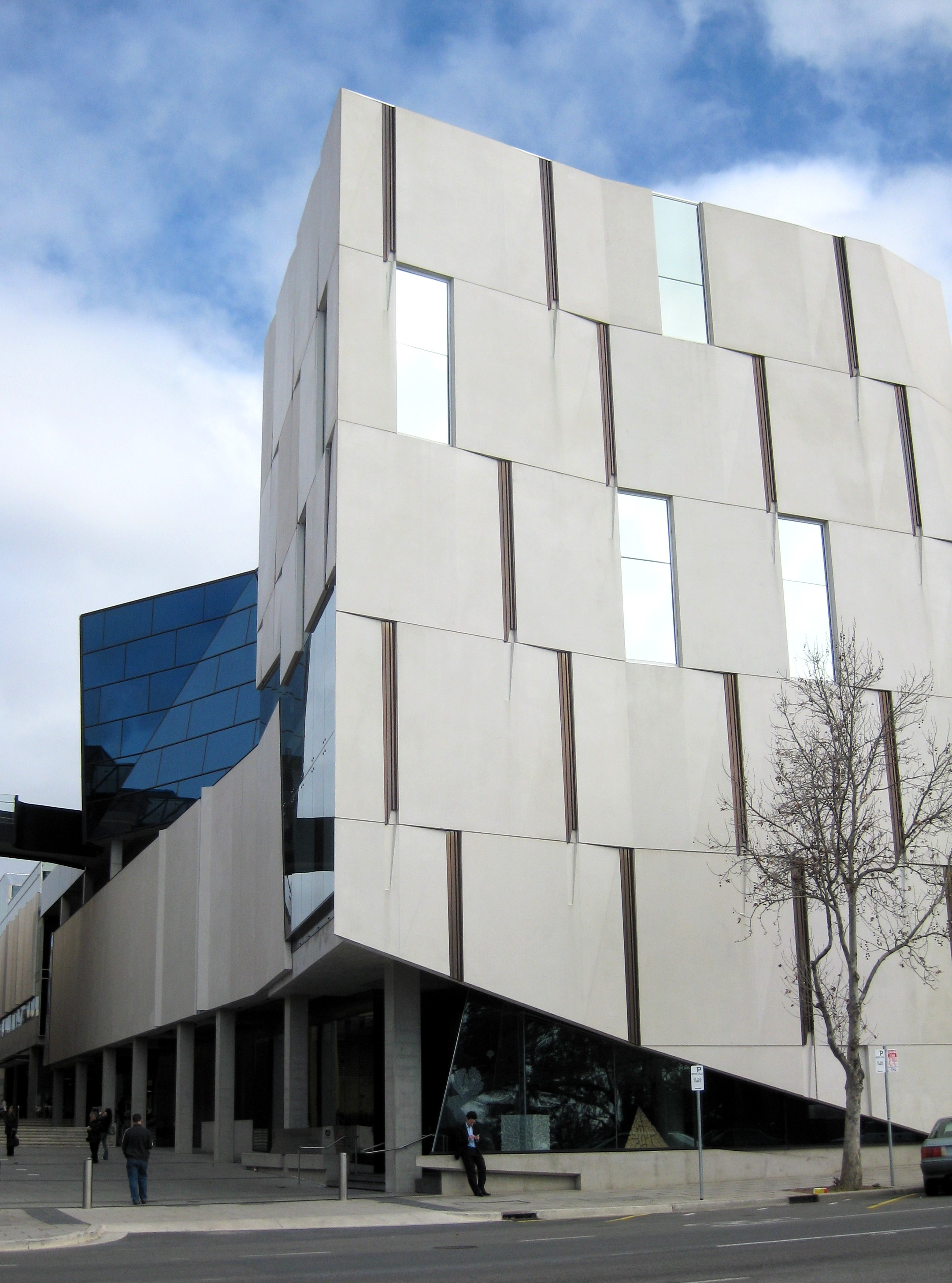
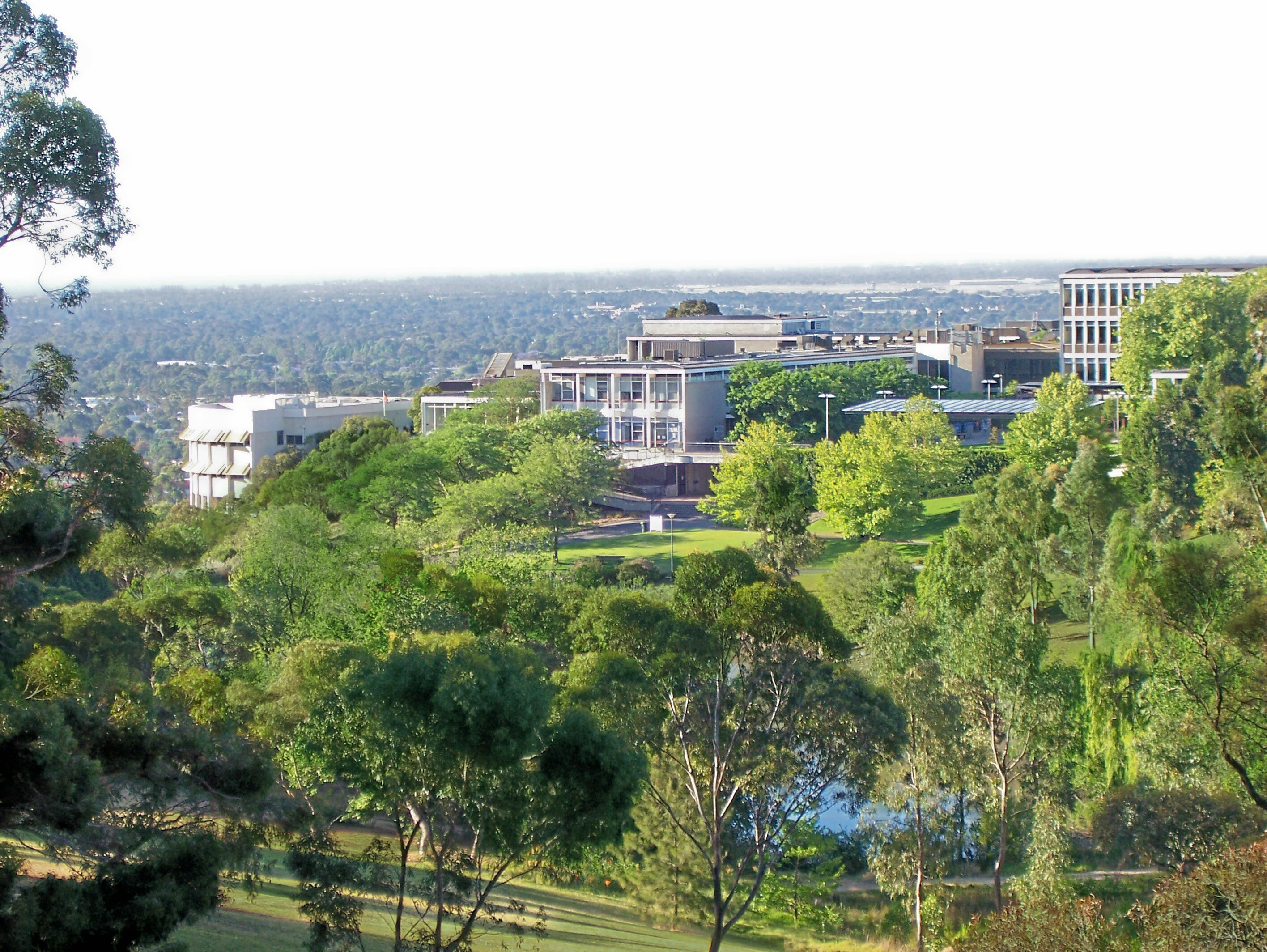
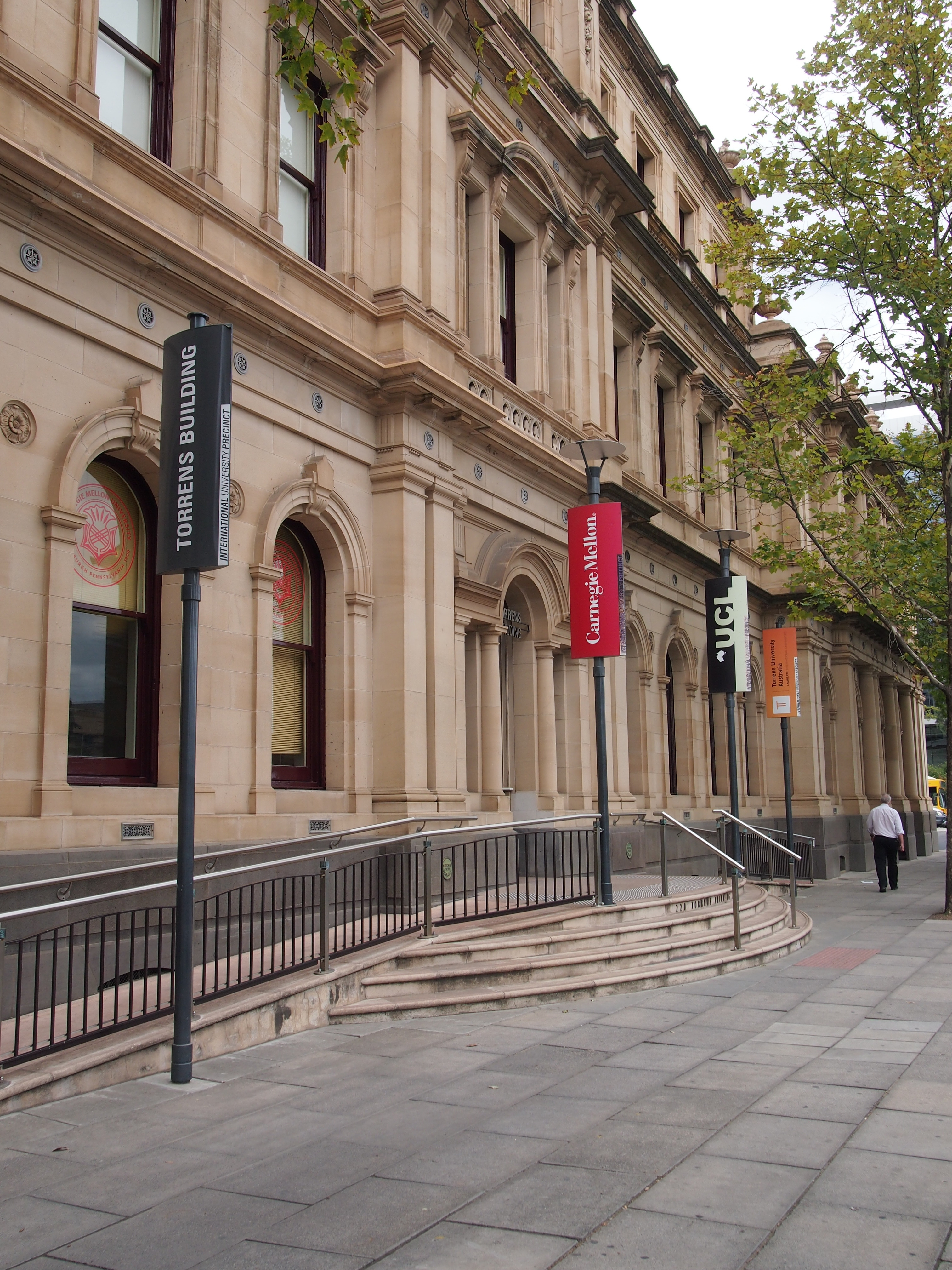
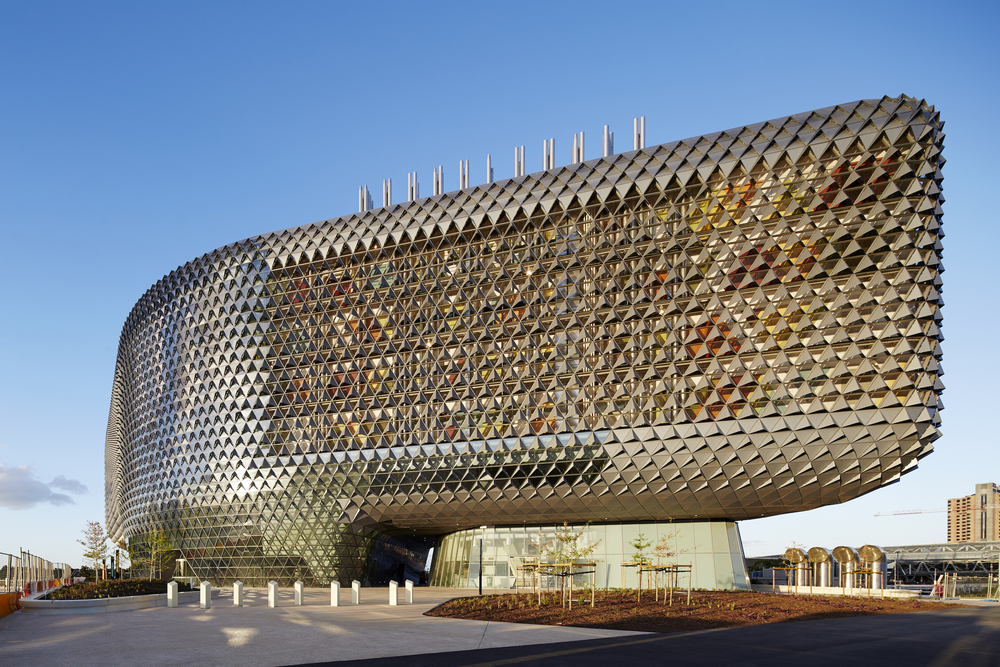

## برابرها
1. ↑  Mount Lofty
2. ↑  North Terrace
3. ↑  Kaurna
4. ↑  The Old Gum Tree
5. ↑  Edward Gibbon Wakefield
6. ↑  John Hindmarsh
7. ↑  Henry Inman
8. ↑  Michael Magee
9. ↑  William Baker Ashton
10. ↑  Clare
11. ↑  George Gawler
12. ↑  Glen Osmond
13. ↑  Francis Cadell
14. ↑  Thorndon Park
15. ↑  Happy Valley Reservoir
16. ↑  Broken Hill
17. ↑  Historian F. W. Crowley
18. ↑  Playford
19. ↑  Mannum–Adelaide pipeline
20. ↑  Donald Allan Dunstan
21. ↑  Adelaide cultural revival
22. ↑  Michael David Rann
23. ↑  Glenelg
24. ↑  Torrens Building
25. ↑  Glenside Psychiatric Hospital
26. ↑  Adelaide Festival of Arts
27. ↑  Adelaide Fringe Festival
28. ↑  WOMADelaide
29. ↑  Waymouth Street
30. ↑  Fleurieu Peninsula
31. ↑  Mount Lofty
32. ↑  Cleland Conservation Park
33. ↑  Belair National Park
34. ↑  Torrens catchment
35. ↑  Onkaparinga catchment
36. ↑  Happy Valley Reservoir
37. ↑  Mount Bold
38. ↑  Darlington
39. ↑  Adelaide Parklands
40. ↑  Pulteney Street
41. ↑  Bonython Hall
42. ↑  Tea Tree Gully
43. ↑  Golden Grove
44. ↑  O-Bahn
45. ↑  Bowden
46. ↑  Keswick Clay
47. ↑  James Hurtle Fisher
48. ↑  Mawson Lakes and Golden Grove
49. ↑  Newton, Payneham and Campbelltown
50. ↑  Torrensville, West Lakes and Fulham
51. ↑  Woodville, Kilkenny, Pennington, Mansfield Park and Athol Park
52. ↑  Parafield Gardens and Pooraka
53. ↑  Blair Athol, Kilburn and Enfield
54. ↑  Plympton, Park Holme and Kurralta Park
55. ↑  Moonta Street
56. ↑  Para Hills, Salisbury, Ingle Farm and Blair Athol
57. ↑  Findon, West Croydon and Seaton
58. ↑  Kensington Gardens, Greenacres, Modbury and Golden Grove
59. ↑  Alice Springs and Darwin
60. ↑  Flinders Medical Centre
61. ↑  Santos Limited and Coopers Brewery
62. ↑  Harris Scarfe
63. ↑  BAE Systems Australia and Lockheed Martin Australia
64. ↑  Salisbury
65. ↑  Edinburgh Parks
66. ↑  Barr Smith Library
67. ↑  William Lawrence Bragg
68. ↑  Robin Warren
69. ↑  Howard Florey
70. ↑  Laureate International Universities
71. ↑  Whyalla and Mount Gambier
72. ↑  Tonsley
73. ↑  Mitchell Building and Bonython Hall

## برای مطالعهٔ بیشتر
- سعیدیان، عبدالحسین (۱۳۸۵). دائرة المعارف شهرهای جهان. تهران: علم و زندگی.